# Crema de llibres a l'Alemanya nazi

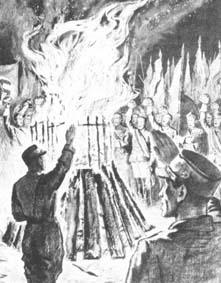
Crema de llibres el 1933, dins del pla Aktion wider den undeutschen Geist («Acció contra l'esperit antialemany»).

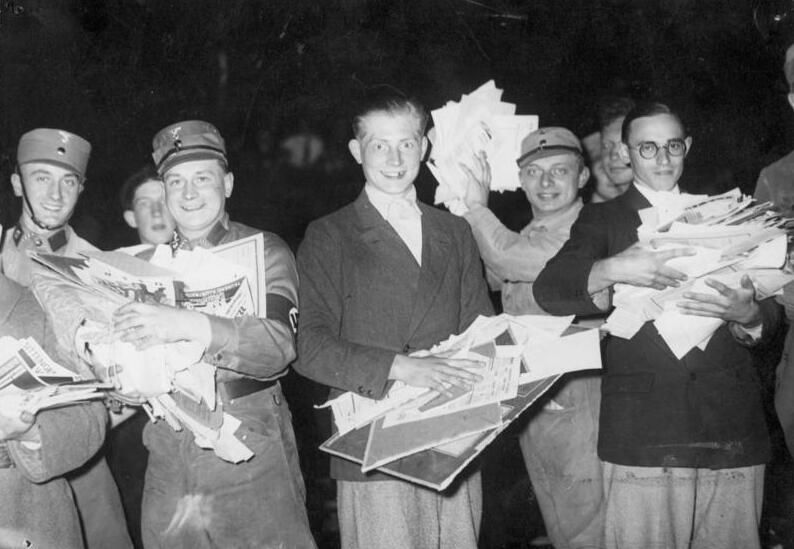
Crema de llibres a la Plaça de l'Òpera de Berlín

La crema de llibres a l'Alemanya nazi es va iniciar el 10 de maig de 1933 i va consistir en una acció realitzada específicament per estudiants, professors i membres del Partit Nacional Socialista dels Treballadors Alemanys quan aquests van llençar al foc de forma pública els llibres dels autors que havien estat condemnats a l'ostracisme per ser considerats «perillosos».
L'acció es va realitzar sota la direcció de la Lliga d'Estudiants Nacionalsocialista Alemanya (NSDStB), la federació nazi d'estudiants, a la Plaça de l'Òpera de Berlín i en altres 21 ciutats universitàries. La crema de llibres va ser el punt àlgid de l'anomenada Aktion wider den undeutschen Geist, en català «Acció contra l'esperit antialemany», iniciada al març de 1933, amb la qual, després de la presa de poder del règim nazi, es començava la persecució sistemàtica dels escriptors jueus, marxistes, pacifistes i altres autors opositors o simplement desagradables al règim.

## Aktion wider den undeutschen Geist
Ja durant la República de Weimar la Deutsche Studentenschaft (DSt), l'associació d'estudiants alemanya, estava influenciada per la ideologia nazi. Mentre que les associacions locals eren dominades cada vegada més per forces nacionalistes i antisemites, a les universitats alemanyes dominava un ambient fortament reaccionari, xovinista i nacionalista. Des de l'estiu de 1931, el DSt era dirigit per un representant del NSDStB, que en les eleccions de 1931 a la junta d'estudiants havia aconseguit el 44,4% dels vots. Després de la presa de poder nazi el 30 de gener de 1933, ambdues organitzacions d'estudiants, la DSt i la NSDStB, es van disputar l'hegemonia. Per a millorar les relacions amb els estudiants, tres mesos després de la presa de poder i poc després de la creació del Hauptamt für Presse und Propaganda der Deutschen Studentenschaft («Ministeri del Reich per a la Il·lustració Pública i la Propaganda») al març de 1933.
A principis d'abril de 1933, la DSt va demanar als seus òrgans que participessin en l'Aktion wider den undeutschen Geist que havia de durar quatre setmanes. Un dels principals iniciadors va ser Hans Karl Leistritz, director de l'oficina principal. L'acció havia de començar el 12 d'abril i finalitzar el 10 de maig amb fogueres de llibres als carrers. L'acció es realitzava en homenatge de la crema de llibres realitzada en el Festival de Wartburg de 1817 i va ser presentada com «una acció general contra l'esperit de desintegració jueu»: «L'esperit jueu, tal com manifesta la seva completa descaradura en la seva incitació a l'odi mundial i tal com ja ha buscat refugi en la literatura alemanya, ha de ser erradicat». Per a la política universitària l'Aktion wider den undeutschen Geist va significar el començament de la conquesta de les universitats per les associacions d'estudiants declarades com «Sturmabteilung de l'esperit».
Com a primera mesura es va ordenar formar «comissions de lluita contra l'esperit antialemany» en les institucions d'educació superior a les quals havien de pertànyer dos estudiants, un professor, un representant de la Kampfbund für deutsche Kultur, associació cultural nacionalista dirigida per Alfred Rosenberg, i un escriptor. La direcció havia estat reservada per Adolf Hitler per a l'associació d'estudiants respectiva.

### Preparació
L'element més important en la lluita política dels estudiants era la propaganda. El 2 d'abril de 1933, un dia després de l'inici del boicot als comerços jueus, es va redactar un pla detallat, el 6 d'abril es va enviar una circular a les diferents associacions d'estudiants per a informar sobre les accions preparades:
| « | Die Deutsche Studentenschaft plant anläßlich der schamlosen Greuelhetze des Judentums im Ausland eine vierwöchige Gesamtaktion gegen den jüdischen Zersetzungsgeist und für volksbewußtes Denken und Fühlen im deutschen Schrifttum. Die Aktion beginnt am 12. April mit dem öffentlichen Anschlag von 12 Thesen, Wider den undeutschen Geist’ und endet am 10. Mai mit öffentlichen Kundgebungen an allen deutschen Hochschulorten. Die Aktion wird — in ständiger Steigerung bis zum 10. Mai — mit allen Mitteln der Propaganda durchgeführt werden, wie: Rundfunk, Presse, Säulenanschlag, Flugblätter und Sonderartikeldienst der DSt-Akademischen Korrespondenz. | L'Associació d'Estudiants Alemanya planeja, en vista de la desvergonyida i horrible incitació a l'odi del judaisme internacional a l'estranger, una acció de quatre setmanes contra l'esperit de desintegració jueu i a favor d'un pensament i sentiment popular conscient en la literatura alemanya. L'acció comença el 12 d'abril amb l'anunci públic de les 12 tesis contra l'esperit antialemany i finalitza el 10 de maig amb una manifestació pública en totes les universitats alemanyes. L'acció -en constant increment fins al 10 de maig- serà realitzada amb tots els mitjans de la propaganda: ràdio, premsa, cartells, fullets i articles especials en la correspondència acadèmica del DSt. | » |
| — Akten der Deutschen Studentenschaft a l'Archiv der ehemaligen Reichsstudentenführung de la Universitat de Würzburg | | |   |

La direcció de la DSt pretenia demostrar amb aquesta acció que estava disposada i era capaç de mobilitzar els estudiants a favor del nazisme. Amb això estava en competència amb el NSDStB, que després de les eleccions al parlament de març de 1933 s'atribuïa en exclusiva les competències sobre l'educació política dels estudiants. En conseqüència, durant les preparacions va haver-hi desavinences entre ambdues organitzacions i els seus dirigents Gerhard Krüger (DSt) i Oskar Stäbel (NSDStB). Un dia abans de l'acció, l'11 d'abril, Stäbel encara ordenava en un comunicat d'urgència no només donar suport a l'acció del DSt, sinó «prendre el lideratge».

#### Les dotze tesis contra l'esperit antialemany

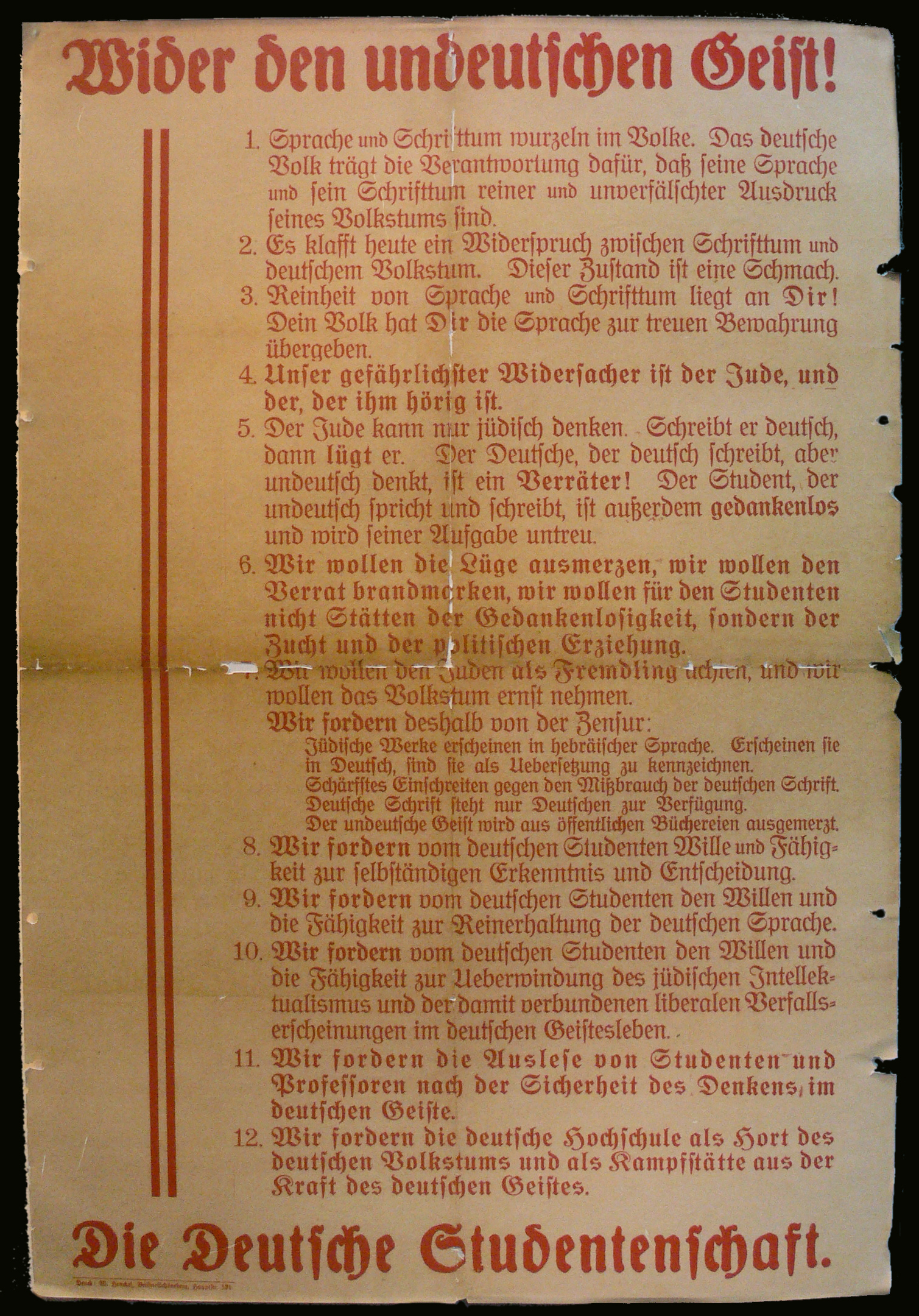
Die zwölf Thesen wider den undeutschen Geist, en català, «Les dotze tesis contra l'esperit antialemany» (fullet del 12 d'abril de 1933).

L'inici va ser la promulgació el 12 d'abril de 1933 de Die zwölf Thesen wider den undeutschen Geist («Les dotze tesis contra l'esperit antialemany»). Incloïa les idees i objectius de l'acció, a més de denunciar el pensament jueu, socialdemòcrata, comunista i liberal, així com els seus representants. Les tesis es van escriure en lletra gòtica i en tinta vermella, i van ser exposades en forma de cartells a les universitats alemanyes, a més de ser publicades per molts periòdics:
| « | 1. Sprache und Schrifttum wurzeln im Volke. Das deutsche Volk trägt die Verantwortung dafür, daß seine Sprache und sein Schrifttum reiner und unverfälschter Ausdruck seines Volkstums sind. 2. Es klafft heute ein Widerspruch zwischen Schrifttum und deutschem Volkstum. Dieser Zustand ist eine Schmach. 3. Reinheit von Sprache und Schrifttum liegt an Dir! Dein Volk hat Dir die Sprache zur treuen Bewahrung übergeben. 4. Unser gefährlichster Widersacher ist der Jude und der, der ihm hörig ist. 5. Der Jude kann nur jüdisch denken. Schreibt er deutsch, dann lügt er. Der Deutsche, der deutsch schreibt, aber undeutsch denkt, ist ein Verräter. Der Student, der undeutsch spricht und schreibt, ist außerdem gedankenlos und wird seiner Aufgabe untreu. 6. Wir wollen die Lüge ausmerzen, wir wollen den Verrat brandmarken, wir wollen für den Studenten nicht Stätten der Gedankenlosigkeit, sondern der Zucht und der politischen Erziehung. 7. Wir wollen den Juden als Fremdling achten und wir wollen das Volkstum ernst nehmen. Wir fordern deshalb von der Zensur: Jüdische Werke erscheinen in hebräischer Sprache. Erscheinen sie in deutsch, sind sie als Übersetzung zu kennzeichnen. Schärfstes Einschreiten gegen den Mißbrauch der deutschen Schrift. Deutsche Schrift steht nur Deutschen zur Verfügung. Der undeutsche Geist wird aus öffentlichen Büchereien ausgemerzt. 8. Wir fordern vom deutschen Studenten Wille und Fähigkeit zur selbständigen Erkenntnis und Entscheidung. 9. Wir fordern vom deutschen Studenten den Willen und die Fähigkeit zur Reinerhaltung der deutschen Sprache. 10. Wir fordern vom deutschen Studenten den Willen und die Fähigkeit zur Überwindung jüdischen Intellektualismus und der damit verbundenen liberalen Verfallserscheinungen im deutschen Geistesleben. 11. Wir fordern die Auslese von Studenten und Professoren nach der Sicherheit des Denkens im deutschen Geiste. 12. Wir fordern die deutsche Hochschule als Hort des deutschen Volkstums und als Kampfstätte aus der Kraft des deutschen Geistes. | 1. El llenguatge i la literatura tenen les seves arrels en el poble. El poble alemany té la responsabilitat que la seva llengua i la seva literatura siguin una expressió pura de les seves tradicions. 2. Avui s'obre una contradicció entre la literatura i la tradició del poble alemany. Aquest estat és una ignomínia. 3. La puresa de la llengua i literatura depèn de tu! Un poble t'ha donat la seva llengua perquè la guardis fidel. 4. El nostre adversari més perillós és el jueu i aquell que l'escolta. 5. El jueu només pot pensar en jueu. Si escriu en alemany, menteix. L'alemany, que escriu alemany, però pensa de forma no alemanya, és un traïdor. L'estudiant que parla i escriu de forma no alemanya, a més, és un neci i és deslleial al seu deure. 6. Volem eliminar la mentida, volem assenyalar la traïció, no volem per als estudiants espais per a la irreflexió, sinó per a la disciplina i l'educació política. 7. Volem menysprear el jueu com a foraster i volem prendre les tradicions de debò. Per tant, exigim de la censura: les obres jueves que es publiquen en llengua hebrea. Si es publiquen en alemany, hauran d'assenyalar-se com a traduccions. Intervencions immediates contra l'abús de l'escriptura alemanya. L'escriptura alemanya només està disponible per als alemanys. L'esperit antialemany serà eliminat de les biblioteques. 8. Exigim dels estudiants alemanys la voluntat i la capacitat per al coneixement independent i les decisions pròpies. 9. Exigim dels estudiants alemanys la voluntat i la capacitat per mantenir la puresa de la llengua alemanya. 10. Exigim dels estudiants alemanys la voluntat i la capacitat per superar l'intel·lectualisme jueu i les idees decadents liberals associades a la vida espiritual alemanya. 11. Exigim la selecció d'estudiants i professors segons la seguretat del seu pensament en l'esperit alemany. 12. Exigim que l'educació superior alemanya sigui un baluard de les tradicions i un camp de batalla per a la força de l'esperit alemany. | » |

Els «comitès de lluita» locals van ser les puntes de llança de les associacions d'estudiants contra l'«intel·lectualisme jueu». El director del Kampfausschusses wider den undeutschen Geist («Comitè de lluita contra l'esperit antialemany») nacional era Paul Karl Schmidt, que en la postguerra es faria famós sota el pseudònim de Paul Carell. Schmidt signava el cartell i les dotze tesis com a responsable i amb això va aconseguir facilitar el seu lloc com a cap de premsa del Ministeri d'Exteriors nazi, escrivint propaganda de guerra antijueva. Després de la guerra, Schmidt, va tenir una reeixida carrera com a periodista i assagista.

#### Servei d'articles
De forma paral·lela als cartells, es va crear l'anomenat «servei d'articles» que havia de proveir de declaracions de suport d'artistes i intel·lectuals nacionalistes, a través de les quals el públic s'aniria mentalitzant. Es va demanar a 66 escriptors que oferissin un assaig que seria distribuït a través del DSt a la premsa, entre els quals es trobaven Werner Bergengruen, Richard Billinger, Paul Ernst, Max Halbe, Karl Jaspers i Julius Streicher. L'èxit de l'acció va ser mínim. La majoria dels autors que van rebre la petició no van contestar, ni tan sols Alfred Rosenberg, al qual s'havia demanat en una carta ex profeso la participació. Nombrosos autors van assenyalar el curt termini i van oferir textos ja publicats per a la seva reedició, com va ser el cas d'Erwin Guido Kolbenheyer. Finalment només es van poder publicar quatre col·laboracions, les d'Herbert Böhme, Will Vesper, Alfred Baeumler i Kurt Herwarth Ball.

#### Boicot als docents
El 19 d'abril es produí una crida de la direcció del DSt a realitzar una nova acció en la lluita «contra els docents universitaris que per a nosaltres són ineptes». El lema era el següent: «L'estat ha estat conquistat. La universitat encara no! Les SA de la ment és cridada a files. Amunt la bandera!» Els estudiants van ser comminats a denunciar els docents que havien d'abandonar el seu lloc de treball d'acord amb la nova Llei alemanya per a la restauració de la funció pública del 7 d'abril de 1933, escrivint declaracions jurades i buscant material comprometedor a les classes magistrals o en llibres recomanats. Al grup de docents afectats pertanyien jueus, membres del Partit Comunista d'Alemanya o del Reichsbanner Schwarz-Rot-Gold, encara que segons la interpretació del DSt, també afectava a aquells que «hagin insultat el Führer de la nació, al Moviment d'alçament nacional o als soldats en el front», així com els professors el «mètode científic dels quals correspongués als seus punts de vista liberals i especialment els pacifistes». També els professors amb una «posició política irreprotxable» haurien de ser denunciats a la direcció del DSt si només mostraven «un talent mediocre». Gairebé totes les universitats van participar en l'acció i els catedràtics, degans i rectors li van donar suport. Va haver-hi atacs organitzats contra docents, treballadors de l'administració i estudiants jueus, les classes van ser interrompudes i boicotejades, i als professors jueus se'ls va impedir arribar als seus llocs de treball.
La caça de bruixes va arribar fins a tal punt, que les universitats de Königsberg, Rostock, Erlangen, Münster i Dresden es van col·locar costells de dos metres d'alt en què es van col·locar els noms de professors i obres literàries considerats enemics:
| «                       | Wir werden an allen Hochschulen einen Schandpfahl errichten. Einen klobigen Baumstamm, etwas über mannshoch, auf Hochschulgebiet. An den Schandpfahl werden wir die Erzeugnisse derer nageln, die nicht unseres Geistes sind. Und wir werden diesen Schandpfahl für alle Zeiten stehen lassen. Solange wir ihn brauchen. Heute für die Schriftsteller, morgen für die Professoren. Im Ganzen immer bereit für die, die es nicht begreifen wollen oder nie begreifen können. Der Schandpfahl soll etwa am 3. Mai in den Hochschulen zur Aufstellung gelangen. | Elevarem una picota a totes les universitats. Un tronc bast, una mica més alt que una persona, sobre el terra de la universitat. A la picota clavarem el producte d'aquells que no són del nostre esperit. I deixarem alçada aquesta picota per sempre. Mentre la necessitem. Avui per als escriptors, demà per als professors. En general sempre disposada per a aquells que no volen entendre o mai no puguin arribar a entendre. La picota haurà d'arribar el 3 de maig a les universitats per a ser erigida. | » |
| — Op.cit. Strätz (1968) | | |   |

L'associació d'estudiants de la Universitat de Rostock va informar que el 5 de maig havien realitzat una gran festa en la qual «es van clavar amb claus de quatre polzades vuit de les pitjors obres literàries: Magnus Hirschfeld, Tucholsky, Stephan Zweig, Lion Feuchtwanger, Wikki [sic] Baum, Remarque, Emil Ludwig i die Weltbühne».

#### Espoli de llibres

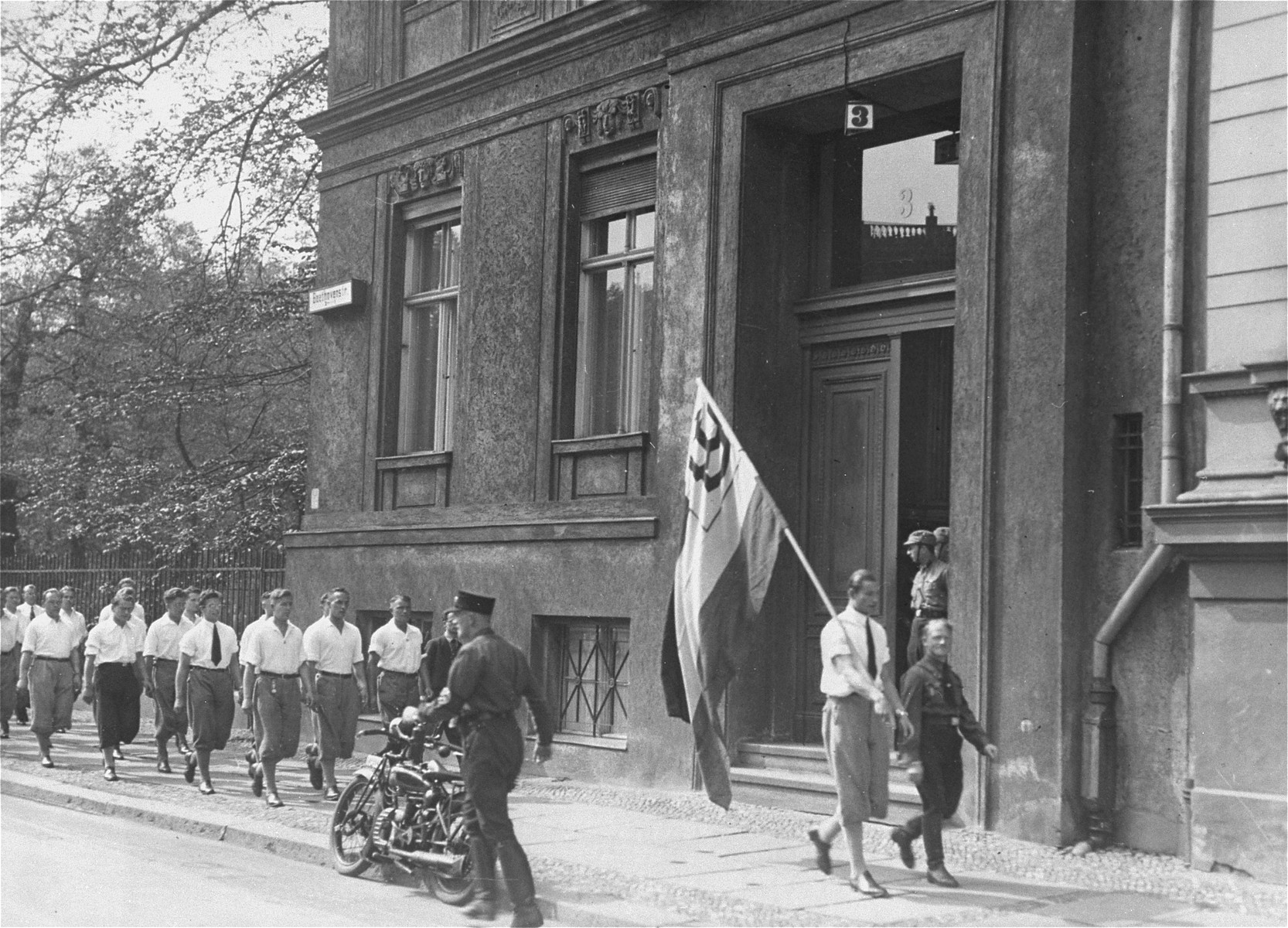
Estudiants marxen per davant de l'Institut für Sexualwissenschaft a Berlín abans del saqueig del 6 de maig de 1933

La segona fase de la «campanya de formació» va començar el 26 d'abril de 1933 amb la recollida de «literatura decadent». Cada estudiant havia de netejar de llibres «perjudicials» la seva biblioteca pròpia i després la dels seus coneguts, per a després rastrejar les biblioteques d'universitats i instituts. També es van revisar les biblioteques públiques i les llibreries buscant literatura «digna de ser cremada». Les biblioteques locals i populars van ser comminades a «netejar» elles mateixes els seus fons bibliogràfics i a lliurar després els llibres voluntàriament. Els estudiants van trobar suport en els professors i rectors, que després no feien acte de presència a les fogueres, sinó que també van col·laborar en els comitès de lluita que seleccionaven els documents que havien de ser cremats. La base per a la selecció dels llibres la formaven les «llistes negres» del bibliotecari Wolfgang Herrmann, de 29 anys.
També la indústria del llibre i les biblioteques van donar suport activament a l'acció estudiantil. La direcció de l'Associació dels bibliotecaris populars alemanys i el Börsenblatt des deutschen Buchhandels («Revista de la indústria del llibre») van repartir llistes comentades de llibres prohibits i els bibliotecaris assenyalaven en els seus aclariments que la literatura que seria destruïda era principalment d'origen jueu. Aquelles institucions perjudicades pel material requisat no es van defensar, les llibreries fins i tot van ser comminades a signar una declaració:
| « | Hiermit versichere ich, dass ich die in der mir zugeschickten, Schwarzen Liste' veröffentlichten Bücher aus meiner Leihbücherei entfernen und nicht mehr ausleihen werde. Mir ist bekannt, dass ein weiteres Ausleihen dieser Bücher gerichtliche Strafen nach sich zieht. | Amb aquesta signatura asseguro que he retirat els llibres publicats a la llista negra que m'ha estat enviada i que no els tornaré a prestar. Tinc coneixement que el préstec d'aquests llibres comporta un càstig judicial. | » |

El 6 de maig, amb el saqueig de biblioteques i llibreries de tot el país, va començar la fase final de l'Aktion wider den undeutschen Geist. Els llibres marcats van ser aplegats i transportats per tropes d'assalt d'estudiants. A Berlín van assaltar els estudiants de l'Escola Superior d'Esport i els de Veterinària de l'Institut für Sexualwissenschaft de Magnus Hirschfeld, al barri de Tiergarten, i van saquejar-ne la biblioteca amb els seus més de deu mil volums. Magnus Hirschfeld va veure la destrucció de la seva obra en el noticiari d'un cinema de París.

#### Proclames al foc
Al cartell i la recollida de llibres havia de seguir, com a tercer pas, l'«execució de l'esperit maligne», tal com ho havia anunciat al principi de l'acció l'Oficina principal per a formació i propaganda del DSt: «El 10 de maig de 1933, en totes les universitats es lliuraran els escrits degenerats a les flames». Els estudiants veieren en la crema de llibres un acte simbòlic: així com en l'antiguitat se li donava al foc una funció purificant i sanadora, així havia de destacar-se «que a Alemanya la nació s'ha purificat per dins i per fora», segons Joseph Goebbels en el seu discurs a la plaça de l'Òpera el 10 de març de 1933.
Per això, es va enviar una circular el 9 de maig a les diferents associacions locals en la qual es van escriure les anomenades Feuersprüche («Proclames al foc»), que havien de donar una unitat de fons simbòlica a la crema de llibres de l'endemà. Aquesta sèrie de proclames predeterminades havien de sentir-se a tot el país quan un representant dels estudiants tirés al foc de forma exemplar les obres dels literats Schund und Schmutzliteraten («d'escòria i brutícia»). Així s'emfatitzava l'acció simbòlica de la crema de llibres i se li donava el caràcter d'un ritual. La circular estava signada per Gerhard Krüger del DSt i pel director de l'oficina principal Hans Karl Leistritz:
| « | Com a fonament de l'acte simbòlic de la crema, s'haurà de fer servir la següent llista i haurà de servir de forma el més literal possible de base per al representant dels estudiants. Ja que de forma pràctica no serà possible en la majoria dels casos cremar tots els llibres, serà convenient una reducció de la crema dels textos llistats a continuació. No per això s'hauria d'evitar que, malgrat tot, es cremi un gran munt de llibres. Els organitzadors locals tenen totes les llibertats en aquest sentit. 1a proclama: Contra la lluita de classes i el materialisme, per la unitat de la vila i una actitud idealista! Entrego a les flames els escrits de Marx i Kautsky. 2a proclama: Contra la decadència i la ruïna moral! Per la disciplina i la moralitat en la família i l'estat! Entrego a les flames els escrits de Heinrich Mann, Ernst Glaeser i Erich Kästner. 3a proclama: Contra els baixos ideals i la traïció política, pel lliurament al poble i a l'estat! Entrego a les flames els escrits de Friedrich Wilhelm Foerster. 4a proclama: Contra el destructiu excés de valor de la carnalitat, per la noblesa de l'ànima humana! Entrego a les flames els escrits de Sigmund Freud. 5a proclama: Contra la falsificació de la nostra història i la degradació de les seves grans personalitats, per la devoció al nostre passat! Entrego a les flames els escrits d'Emil Ludwig i Werner Hegemann. 6a proclama: Contra el periodisme estrany al poble i de caràcter democràtico-jueu, per la col·laboració responsable en l'obra de la construcció nacional! Entrego a les flames els escrits de Theodor Wolff i Georg Bernhard. 7a proclama: Contra la traïció literària als soldats de la Gran Guerra, per l'educació de la vila dins l'esperit militar! Entrego a les flames els escrits d'Erich Maria Remarque. 8a proclama: Contra la petulant adulteració de la llengua alemanya, per la cura del més preciós bé del nostre poble! Entrego a les flames els escrits d'Alfred Kerr. 9a proclama: Contra el desvergonyiment i l'arrogància, pel respecte i la devoció a l'immortal esperit del poble alemany! Engoleix, flama, també les obres de Tucholsky i Ossietzky! | » |

En la retransmissió radiofònica des de la plaça de l'Òpera de Berlín, se senten petites variacions del text, així en l'última proclama en comptes de «flama» s'usa la paraula «foc». Karl Marx és anomenat amb el nom de pila, Sigmund Freud és qualificat de «destructor de l'ànima» i cremat amb els «escrits de l'escola de Sigmund Freud» i Emil Ludwig és cridat amb eufòria «Emil Ludwig Kohn».

### Crema de llibres
El 10 de maig de 1933 havia estat planejat com el punt àlgid de l'Aktion wider den undeutschen Geist. Tot havia de realitzar-se amb precisió militar, es va enviar un programa detallat a les associacions d'estudiants locals: entre les 20:30 i les 22:00 h una proclama del DSt a l'auditori de cada universitat havia d'inaugurar l'Aktion i, en fosquejar, una marxa de torxes havia de portar els llibres fins al lloc en què es farien les fogueres, on l'acte havia d'acabar entre les 23:00 i les 24:00 h amb la crema. Les associacions d'estudiants van ser exhortades a seguir aquest pla amb la major exactitud possible i a realitzar les accions de la forma més sumptuosa possible, ja que entre les 23:00 i les 24:00 h la ràdio Deutsche Welle tenia previst un reportatge amb connexions locals. La lectura literal de les proclames del foc era obligatòria. En totes les ciutats ja s'havien muntat fogueres durant el dia, davant les quals es farien els discursos als participants, llegits en la seva majoria per catedràtics de la respectiva universitat. A Berlín va parlar-hi, a més, el ministre de propaganda Joseph Goebbels.

#### 10 de maig de 1933 a Berlín

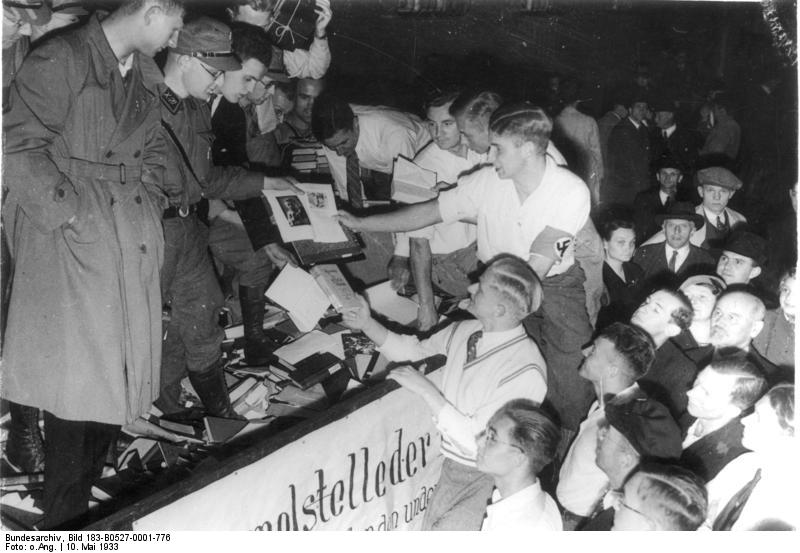
Els llibres segrestats són amuntegats en una camioneta i conduïts a la plaça de l'Òpera de Berlín, foto de l'Arxiu Federal d'Alemanya

Després de la classe magistral d'Alfred Baeumler, que com a catedràtic de Filosofia i Pedagogia política a la capital havia estat convocat, es va formar la marxa de torxes a la plaça de Hegel, darrere de la Universitat Humboldt, per a recórrer el camí al llarg de l'Illa dels Museus fins a la residència d'estudiants al carrer Oranienburg, on esperaven les camionetes que carregaven uns 25.000 llibres. Fritz Hippler, el director de l'associació d'estudiants nazis de Brandenburg i més tard productor de la pel·lícula de propaganda antisemita Der ewige Jude (1940), va realitzar un discurs incendiari fins que cap a les 22:00 h la manifestació es va dirigir, sota una pluja torrencial i acompanyats d'una banda de música de les SA, en direcció a la Königsplatz, davant del Reichstag. El bust destrossat de Magnus Hirschfeld empalat, acompanyava la desfilada. Envoltats de milers de curiosos, la comitiva d'estudiants nazis, membres de l'Studentenverbindung en vestit típic, catedràtics en vestit talar, federacions de les SA, les SS i de les Joventuts Hitlerianes, escortats per la policia muntada, passava per sota de la Porta de Brandenburg i al llarg de l'Unter denn Linden, fins a arribar a la plaça de l'Òpera. Orquestres de les SA i les SS tocaven música de marxa i patriòtica i la plaça al complet estava il·luminada pels focus de les notícies de la televisió.
Atès que la foguera no va poder ser encesa per la pluja torrencial, els bombers van ajudar amb bidons de gasolina. Després del discurs del líder dels estudiants, Herbert Gutjahr, que acabava amb les paraules «Hem dirigit les nostres accions contra l'esperit antialemany. Lliuro tot l'antialemany al foc!», nou representants electes dels estudiants llençaven els primers llibres al foc, mentre recitaven les proclames. Seguidament, amb gran gaubança dels estudiants i del públic, es van llençar al foc la resta dels llibres, formant-se una cadena de mans que transportava els llibres des de les furgonetes fins a la pira, en la qual van acabar llibres «antialemanys» de Karl Marx, Heinrich Heine, Kurt Tucholsky, Sigmund Freud i un total de 94 autors. Molts dels autors repudiats vius ja estaven exiliats a l'estranger en aquest moment. Erich Kästner era l'únic que es trobava entre els tafaners i va haver de sentir com també esmentaven el seu nom.
Unes 70.000 persones van prendre part a l'Aktion. Cap a mitjanit va aparèixer el ministre de propaganda, Joseph Goebbels, doctorat en Germanística, i va realitzar el seu discurs, després del qual ja no quedaven més que un munt de cendres fumejants. Amb el cant del Horst-Wessel-Lied va finalitzar l'espectacle. La retransmissió de l'emissora Deutschlandsender des de la plaça de l'Òpera de Berlín s'ha conservat.

#### Les ciutats universitàries

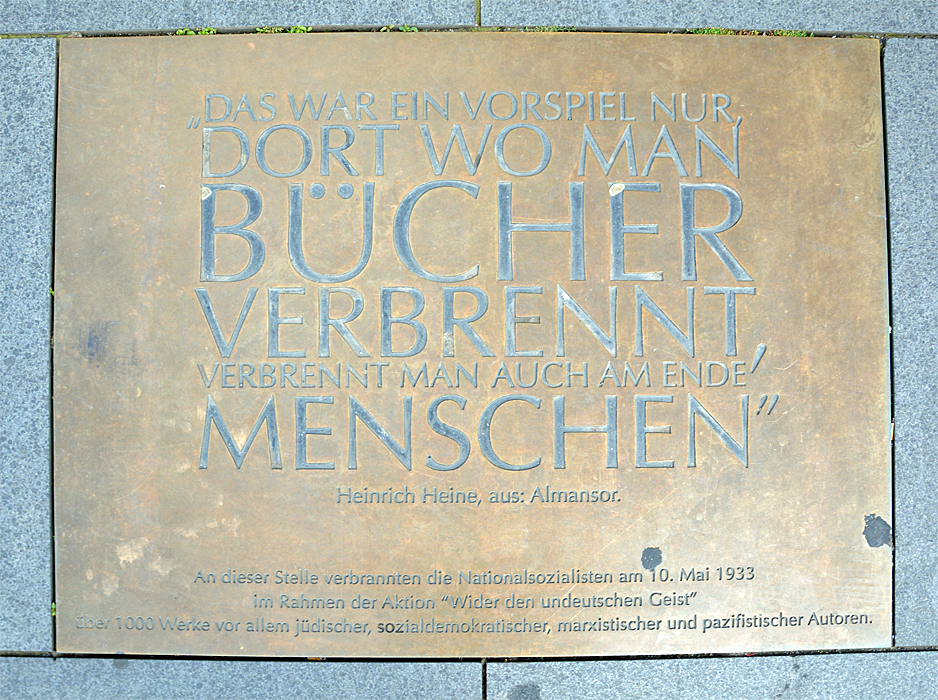
Placa recordatori a la Schlossplatz de Brunswick. La placa cita una frase d'Heinrich Heine de la seva obra Almansor: Das war ein Vorspiel nur, dort wo man Bücher verbrennt, verbrennt man auch am Ende Menschen («Això només va ser un preludi, aquí on es cremen llibres s'acaben cremant persones»).

Alhora que a Berlín, el 10 de maig de 1933 també es van realitzar cremes de llibres a vint-i-una ciutats universitàries més: Bonn, Braunschweig, Bremen, Breslau, Dortmund, Dresden, Frankfurt del Main, Göttingen, Greifswald, Hannover, Hann. Münden, Kiel, Königsberg, Landau, Marburg an der Lahn, Múnic, Münster, Nuremberg, Rostock, Worms i Würzburg. A causa que el 10 de maig va haver-hi pluges torrencials en diversos llocs, en algunes ciutats es va retardar l'acte. Fins al 19 de maig es van realitzar altres vuit cremes de llibres: el 12 de maig a Erlangen i Halle, el 15 de maig a Hamburg, el 17 de maig a Heidelberg i Colònia i el 19 de maig a Mannheim i Kassel (amb 30.000 participants).
La crema pública planejada pel 10 de maig a Friburg de Brisgòvia va ser cancel·lada inicialment per raons desconegudes, però es va buscar una data alternativa per a una crema «simbòlica» més petita amb les associacions juvenils i els estudiants a l'estadi esportiu de la universitat pel 21 de juny. Després que la convocatòria també hagués d'anul·lar-se a causa de mal temps, es va planejar realitzar-la el 24 de juny durant la festa del solstici nazi, juntament amb l'associació d'estudiants de Friburg. Durant l'acte, el filòsof Martin Heidegger, en aquell moment rector de la Universitat de Friburg, va realitzar un discurs:
| «                                                     | ... Flamme künde uns, leuchte uns, zeige uns den Weg, von dem es kein Zurück mehr gibt! Flammen zündet, Herzen brennt! | ... Flama anuncia'ns, il·lumina'ns, mostra'ns el camí sense retorn! Flames enceneu, cors cremeu! | » |
| — Badische Zeitung, 21 d'agost de 2013, Heiko Wegmann | |                                                                                                  |   |

L'última crema de llibres es va realitzar el 21 de juny a Darmstadt, mentre que la primera s'havia produït el 8 de maig a Gießen. A les ciutats universitàries de Stuttgart i Tübingen, així com a Singen, el comissari per a l'associació d'estudiants de Württemberg, l'escriptor Gerhard Schumann, va prohibir l'acció i va mantenir la prohibició malgrat les protestes que alguns estudiants van realitzar des de Berlín. L'associació d'estudiants de Danzig va informar que, a causa de la situació política de la ciutat que es trobava sota administració de la Societat de Nacions, no era possible realitzar l'acte.
A Múnic es van realitzar dues cremes de llibres, una organitzada per les Joventuts Hitlerianes el 6 de maig de 1933, ja que la direcció de la Joventuts havia ordenat a les seves fraccions «en tots els llocs […] una crema de tots els llibres i escrits marxistes i pacifistes», i una altra el 10 de maig, en la qual van participar 50.000 espectadors a la Königsplatz. Totes les emissores de ràdio bavareses van informar sobre l'esdeveniment.
La crema de llibres havia estat organitzada per la DSt, la federació dels Allgemeiner Studierendenausschuss i el NSDStB, i es va realitzar amb el permís implícit de les autoritats, essent fins i tot acompanyats i assessorats per la policia i els bombers. Numerosos catedràtics i professors van participar en els actes i van aparèixer davant les fogueres amb les seves togues oficials per a realitzar els seus discursos, com el filòsof Alfred Baeumler a Berlín, el germanista Hans Naumann a Bonn i els germanistes Friedrich Neumann i Gerhard Fricke a Göttingen. A Dresden va ser Will Vesper qui va efectuar l'al·legat. A Greifswald es va incloure la crema de llibres a l'Aktion que havia organitzat durant diverses setmanes el NSDStB local. Sota la direcció festiva de Wolfgang Stammler i Hans Wilhelm Hagen, els doctorands de Greifswald publicaven en els periòdics de Pomerània comparacions entre la literatura «alemanya» i l'«antialemanya». A Frankfurt van ser unes 15.000 persones les que es van reunir a la Römerberg, la plaça del mercat, molts d'ells estudiants amb l'uniforme de les SA, però també professors i catedràtics vestits amb togues i birrets. Els llibres es van portar en un carro de bous a la pira amb una forca de fem clavada al mig. El discurs de Frankfurt el va realitzar el capellà universitari Otto Fricke. En alguns llocs, els estudiants van cremar, a més de llibres, banderes: a Hamburg es va cremar la bandera del Roter Frontkämpferbund i a Mannheim i Königsberg la bandera de la República de Weimar.
Després de l'annexió d'Àustria al març de 1938, el 30 d'abril de 1938 també es van realitzar cremes de llibres a la Residenzplatz de Salzburg, organitzades per l'associació nazi de professors, sota el patronatge de Karl Springenschmid, el «Goebbels de Salzburg». Hi van cremar 1200 llibres d'autors clericals i jueus, entre ells, les obres de Stefan Zweig i la monografia sobre Max Reinhardt de Siegfried Jacobsohn. Durant la crema es va cridar: «Vulgui el foc devorar també la ignomínia i la vergonya que va ocórrer per aquesta xusma en aquesta ciutat alemanya. Lliure i alemanya sigui la ciutat de Mozart!».

#### Altres accions
Cremes de llibres no realitzades per estudiants ja n'havia hagut durant el terror nazi que les SA i les SS van estendre després de les eleccions de 1933 per diverses ciutats. Així, va haver-hi fogueres a Dresden (8 de març), Brunswick (9 de març), Würzburg (10 de març), Heidelberg (12 de març), Kaiserslautern (26 de març), Münster (31 de març), Wuppertal (1 d'abril), Leipzig (1 d'abril i 2 de maig), Düsseldorf (11 d'abril) i Coburg (7 de maig), on sovint s'assaltava i saquejava tant les seus de l'oposició política, com editorials de partits democràtics i sindicats per aconseguir material combustible, tot i que també es cremaven obres d'autors individuals, com Im Westen nichts Neues d'Erich Maria Remarque. En l'assalt a la casa del poble socialdemòcrata de Brunswick va haver-hi un mort. D'aquestes cremes de llibres va sorgir l'impuls de les accions posteriors dels estudiants.
Unes altres cremes de llibres que van imitar les dels estudiants es van realitzar després del 10 de maig de 1933: el 13 de maig a Neustrelitz, el 14 de maig a Neustadt an der Weinstraße, el 22 de maig en Offenbach am Main i a Potsdam, el 30 de maig una altra vegada a Hamburg (organitzada per les Joventuts Hitlerianes i la Lliga de Noies Alemanyes), el 31 de maig a Neubrandenburg, el 17 de juny a Heidelberg, Karlsruhe, Offenburg i Pforzheim, el 21 de juny a Essen, Darmstadt i Weimar, i el 23 de juny a Magúncia. L'última acció d'aquest tipus es va realitzar el 26 d'agost a Jena. Entre el 21 i el 24 d'agost es van destruir a Magdeburg 65 tones de bíblies i altres impresos dels Testimonis de Jehová. El nombre exacte de llocs en els quals es van destruir llibres no es coneix a causa de les nombroses accions d'imitació menors posteriors, això no obstant, només l'any 1933 s'han documentat unes setanta de cremes de llibres.
El març de 1938, la secció mexicana del partit nazi va organitzar a la Ciutat de Mèxic una «festa per l'èxit de l'annexió» d'Àustria, a la qual va seguir també una petita crema de llibres. Aquest mateix any es van realitzar cremes de llibres jueus en moltes ciutats i pobles, per exemple a Hagenbach, Karlstadt i Steinach. El 1941 encara es van realitzar a Alsàcia, en el marc d'una acció de «desromanització», diverses cremes de llibres.

#### Indrets en els quals es van cremar llibres

##### Pires anteriors al 10 de maig no realitzades per estudiants
- Berlín: 15 de març
- Brunswick: 9 de març, davant de la Volksfreundhaus socialdemòcrata.
- Coburg: 7 de maig, Schloßplatz, en el marc de l'Ehrentag der deutschen Jugend, («dia d'honor de la joventut alemanya»).
- Dresden: 7 de març, Neue Meißner Straße (llibreria popular), i 8 de març, Wettiner Platz.
- Dusseldorf: 11 d'abril, Planetarium.
- Heidelberg: 12 de març, davant de la casa dels sindicats.
- Kaiserslautern: 26 de març, Schillerplatz.
- Leipzig: 1 d'abril i 2 de maig, Volkshaus i una mica més tard al kleiner Emßplatz.
- Múnic: 6 de maig, per les Joventuts Hitlerianes al Tag der bayerischen Jugend («dia de la joventut bavaresa»).
- Münster: 31 de març de 1933.
- Rosenheim: 7 de maig, Max-Josefs-Platz (per les Joventuts Hitlerianes, la Lliga de Noies Alemanyes i el Jungvolk).
- Schleswig: 23 d'abril, Stadtfeld.
- Espira: 6 de maig, a l'Alter Markt, davant de l'ajuntament (acció en el marc del Tag der bayerischen Jugend).
- Würzburg: 10 de març.
- Wuppertal: 1 d'abril, Rathausvorplatz a Barmen i a Brausenwerth a Elberfeld (realitzat per escolars acompanyats dels seus professors).

## Els autors perseguits

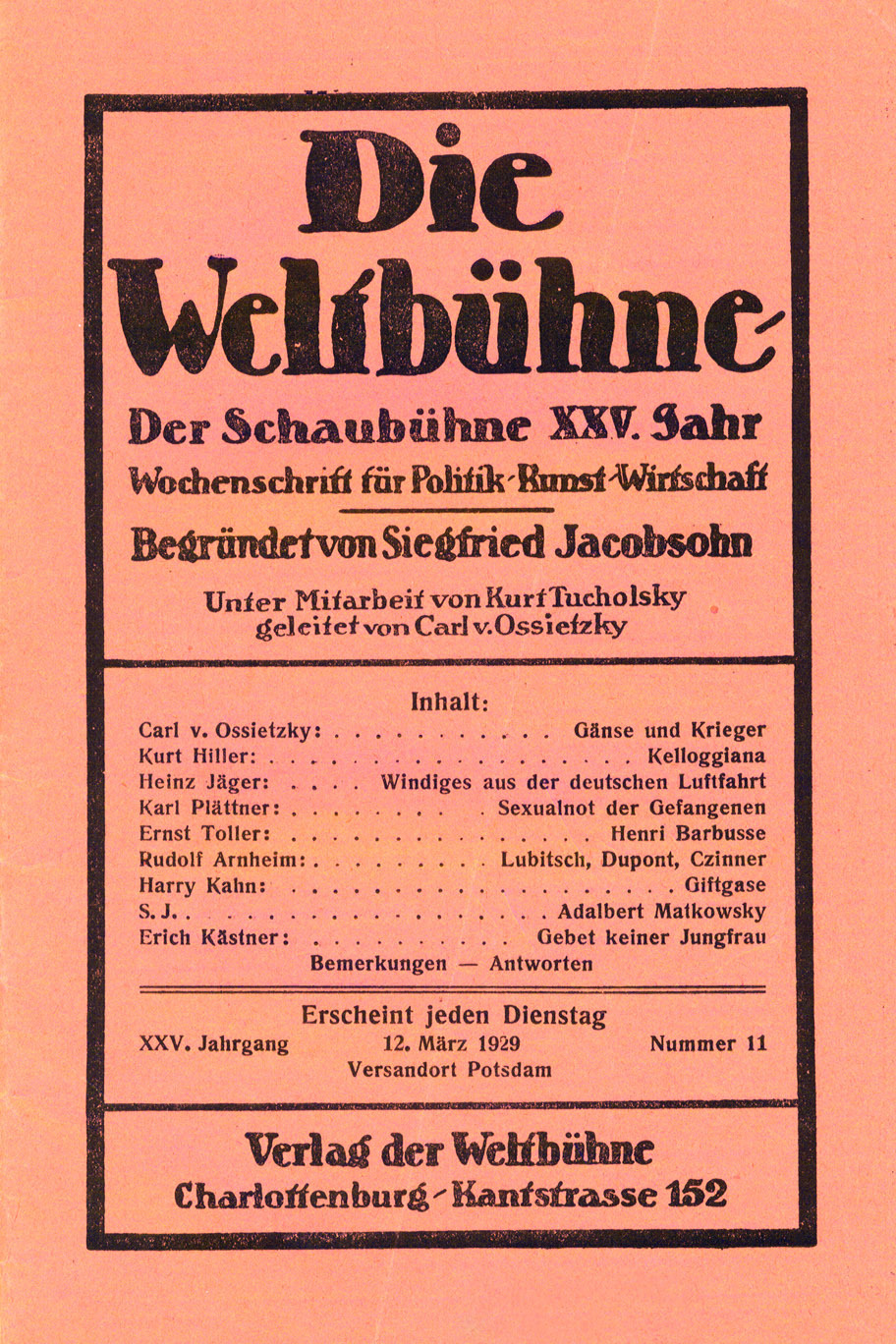
Die Weltbühne del 12 de març de 1929, amb una col·laboració de Kurt Tucholsky, dirigida per Carl von Ossietzky.

Entre els autors prohibits es poden comptar, entre altres: Walter Benjamin, Ernst Bloch, Bertolt Brecht, Max Brod, Otto Dix, Alfred Döblin, Albert Einstein, Lion Feuchtwanger, Marieluise Fleißer, Leonhard Frank, Sigmund Freud, Iwan Goll, George Grosz, Jaroslav Hašek, Heinrich Heine, Ödön von Horvath, Heinrich Eduard Jacob, Franz Kafka, Georg Kaiser, Erich Kästner, Alfred Kerr, Egon Erwin Kisch, Siegfried Kracauer, Karl Kraus, Theodor Lessing, Alexander Lernet-Holenia, Karl Liebknecht, Georg Lukács, Rosa Luxemburg, Heinrich Mann, Klaus Mann, Ludwig Marcuse, Karl Marx, Robert Musil, Carl von Ossietzky, Erwin Piscator, Alfred Polgar, Erich Maria Remarque, Ludwig Renn, Joachim Ringelnatz, Joseph Roth, Nelly Sachs, Felix Salten, Anna Seghers, Arthur Schnitzler, Carl Sternheim, Bertha von Suttner, Ernst Toller, Kurt Tucholsky, Jakob Wassermann, Franz Werfel, Grete Weiskopf, Arnold Zweig i Stefan Zweig.
No només es trobaven autors en llengua alemanya en les llistes, sinó també noms d'autors francesos com André Gide, Romain Rolland i Henri Barbusse, americans com Ernest Hemingway, Upton Sinclair, Jack London i John Dos Passos, i molts autors soviètics com Maksim Gorki, Issaak Bàbel, Vladimir Lenin, León Trotski, Vladímir Mayakovski i Iliá Ehrenburg.
La persecució d'aquests autors i les seves expressions orals i escrites, que eren contràries a la ideologia nazi i que s'oposaven a l'exigida «posició de defensa intel·lectual», no va començar amb la crema de llibres, sinó que aquesta va ser el punt àlgid de la persecució. Molts autors, encara que també artistes i científics, van rebre en conseqüència la prohibició d'exercir la seva professió i de publicar els seus textos, van desaparèixer de les biblioteques i dels col·legis, i van ser destruïts físicament. Van morir en camps de concentració —com va ser el cas de Carl von Ossietzky, Erich Mühsam, Gertrud Kolmar, Jakob van Hoddis, Paul Kornfeld, Arno Nadel, Georg Hermann, Theodor Wolff, Adam Kuckhoff i Rudolf Hilferding—, van perdre la seva nacionalitat —com Ernst Toller i Kurt Tucholsky—, van haver de fugir cap a l'exili —com Walter Mehring i Arnold Zweig— o van ser empesos a l'exili interior, sobre el qual Erich Kästner va escriure: «S'és un cadàver vivent». Molts van desesperar i es van suïcidar a l'exili, com Walter Hasenclever, Ernst Weiss, Carl Einstein, Walter Benjamin, Ernst Toller o Stefan Zweig.
Per als escriptors que entraven dintre de la ideologia nazi, la persecució dels seus col·legues significava l'ocupació dels espais que havien quedat lliures. «Aquí surten arrossegant-se de tots els forats, les petites putes provincianas de la literatura», va escriure Kurt Tucholsky el 1933, «finalment, per fi ha desaparegut la competència jueva, ara! […] Biografies dels nous herois. I llavors: l'embriagament dels Alps i l'Edelweis. El verd dels prats i el solc de la terra. La corona de flors del terrer i la sang de maig».

## Testimonis

### Erich Kästner

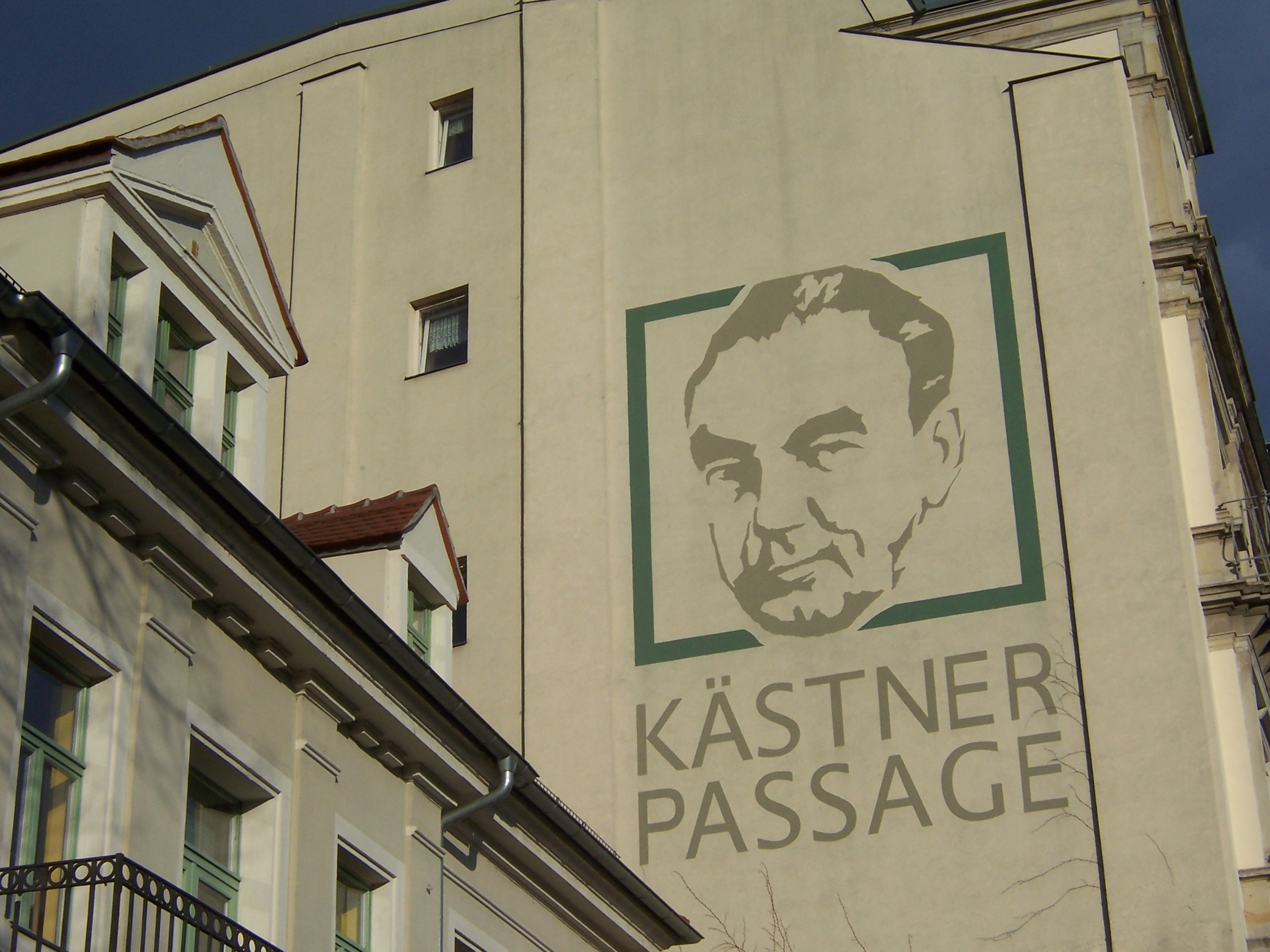
Retrat d'Erich Kästner en una casa del Kästner-Passage a Dresden

Erich Kästner va ser testimoni de la crema dels seus propis llibres a la plaça de l'Òpera de Berlín i va sentir el seu nom en la segona proclama.
| « | Und im Jahre 1933 wurden meine Bücher in Berlin, auf dem großen Platz neben der Staatsoper, von einem gewissen Herrn Goebbels mit düster feierlichem Pomp verbrannt. Vierundzwanzig deutsche Schriftsteller, die symbolisch für immer ausgetilgt werden sollten, rief er triumphierend bei Namen. Ich war der einzige der Vierundzwanzig, der persönlich erschienen war, um dieser theatralischen Frechheit beizuwohnen. Ich stand vor der Universität, eingekeilt zwischen Studenten in SA-Uniform, den Blüten der Nation, sah unsere Bücher in die zuckenden Flammen fliegen und hörte die schmalzigen Tiraden des kleinen abgefeimten Lügners. Begräbniswetter hing über der Stadt. Der Kopf einer zerschlagenen Büste Magnus Hirschfelds stak auf einer langen Stange, die, hoch über der stummen Menschenmenge, hin und her schwankte. Es war widerlich. Plötzlich rief eine schrille Frauenstimme: „Dort steht ja Kästner!“ Eine junge Kabarettistin, die sich mit einem Kollegen durch die Menge zwängte, hatte mich stehen sehen und ihrer Verblüffung übertrieben laut Ausdruck verliehen. Mir wurde unbehaglich zumute. Doch es geschah nichts. (Obwohl in diesen Tagen gerade sehr viel zu geschehen pflegte.) Die Bücher flogen weiter ins Feuer. Die Tiraden des kleinen abgefeimten Lügners ertönten weiterhin. Und die Gesichter der braunen Studentengarde blickten, die Sturmriemen unterm Kinn, unverändert geradeaus, hinüber zu dem Flammenstoß und zu dem psalmodierenden, gestikulierenden Teufelchen. In dem folgenden Jahrdutzend sah ich Bücher von mir nur die wenigen Male, die ich im Ausland war. In Kopenhagen, in Zürich, in London. Es ist ein merkwürdiges Gefühl, ein verbotener Schriftsteller zu sein und seine Bücher nie mehr in den Regalen und Schaufenstern der Buchläden zu sehen. In keiner Stadt des Vaterlands. Nicht einmal in der Heimatstadt. Nicht einmal zu Weihnachten, wenn die Deutschen durch die verschneiten Straßen eilen, um Geschenke zu besorgen. | L'any 1933 van cremar els meus llibres a la gran plaça a la banda de l'Òpera de l'Estat, per un tal senyor Goebbels amb pompa festiva fúnebre. Triomfant cridà pel seu nom a vint escriptors alemanys que havien de ser simbòlicament oblidats per sempre. Jo vaig ser l'únic dels quatre que es va presentar en persona per assistir a aquest desvergonyiment teatral. Jo estava davant de la universitat, encastat entre estudiants en uniformes de les SA, l'elit de la nació, vaig veure com els nostres llibres volaven en les tremoloses flames i vaig sentir la embafadora diatriba del petit brètol mentider. Un clima de funeral penjava sobre la ciutat. El cap d'una bust destrossat de Magnus Hirschfeld estava clavat en un pal llarg que, molt per sobre dels caps de la emmudida massa, oscil·lava d'aquí cap allà. Era repugnant. Tot d'una, una veu femenina cridanera va xisclar: «Allà està Kastner!» Una jove cabaretera, que s'esforçava en el seu pas per entre la massa, m'havia vist allà de peu i havia expressat la seva sorpresa de forma exageradament sorollosa. Vaig sentir inquietud. Però no va passar res. (Tot i que en aquests dies solia passar de tot.) Els llibres seguien volant cap al foc. La diatriba del petit brètol mentider va seguir sonant. I les cares de la guàrdia marró d'estudiants, els barbamecs, van seguir mirant al front sense immutar-se, cap a les flames i al salmodiant dimoniet gesticulant. En la següent dotzena d'anys només vaig veure llibres meus en comptades ocasions en què em trobava a l'estranger. A Copenhaguen, a Zuric, a Londres. És un sentiment estrany ser un escriptor prohibit i ja no veure els teus llibres a les prestatgeries i aparadors de les llibreries. En cap ciutat de la pàtria. Ni tan sols a la ciutat natal. Ni tan sols per Nadal, quan els alemanys s'afanyen per carrers nevats per comprar regals. | » |
| — Erich Kästner, Kennst du das Land, in dem die Kanonen blühen? – Extracte de la introducció «Bei Durchsicht meiner Bücher» | | |   |

### Oskar Maria Graf

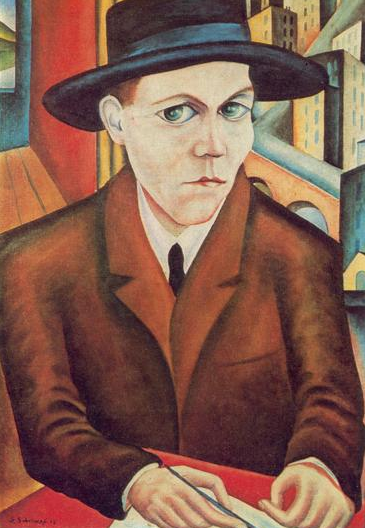
Oskar Maria Graf (1927)

Posteriorment, Oskar Maria Graf va exigir la crema dels seus llibres, ja que per horror seu, els seus llibres no havien estat prohibits, sinó que havien estat recomanats en les «llistes blanques» pels nazis. Graf va publicar la següent crida al Wiener Arbeiterzeitung («Periòdic dels treballadors de Viena») el 1933:
| « | Wie fast alle links gerichteten, entschieden sozialistischen Geistigen in Deutschland, habe auch ich etliche Segnungen des neuen Regimes zu spüren bekommen: Während meiner zufälligen Abwesenheit aus München erschien die Polizei in meiner dortigen Wohnung, um mich zu verhaften. Sie beschlagnahmte einen großen Teil unwiederbringlicher Manuskripte, mühsam zusammengetragenes Quellenstudien-Material, meine sämtlichen Geschäftspapiere und einen großen Teil meiner Bücher. Das alles harrt nun der wahrscheinlichen Verbrennung. Ich habe also mein Heim, meine Arbeit und – was am Schlimmsten ist – die heimatliche Erde verlassen müssen, um dem Konzentrationslager zu entgehen. Die schönste Überraschung aber ist mir erst jetzt zuteil geworden: Laut ‚Berliner Börsencourier‘ stehe ich auf der ‚weißen Autorenliste‘ des neuen Deutschlands, und alle meine Bücher, mit Ausnahme meines Hauptwerkes ‚Wir sind Gefangene‘, werden empfohlen: Ich bin also dazu berufen, einer der Exponenten des ‚neuen‘ deutschen Geistes zu sein! Vergebens frage ich mich: Womit habe ich diese Schmach verdient? Das ‚Dritte Reich‘ hat fast das ganze deutsche Schrifttum von Bedeutung ausgestoßen, hat sich losgesagt von der wirklichen deutschen Dichtung, hat die größte Zahl seiner wesentlichsten Schriftsteller ins Exil gejagt und das Erscheinen ihrer Werke in Deutschland unmöglich gemacht. Die Ahnungslosigkeit einiger wichtigtuerischer Konjunkturschreiber und der hemmungslose Vandalismus der augenblicklich herrschenden Gewalthaber versuchen all das, was von unserer Dichtung und Kunst Weltgeltung hat, auszurotten und den Begriff ‚deutsch‘ durch engstirnigsten Nationalismus zu ersetzen. Ein Nationalismus, auf dessen Eingebung selbst die geringste freiheitliche Regung unterdrückt wird, ein Nationalismus, auf dessen Befehl alle meine aufrechten sozialistischen Freunde verfolgt, eingekerkert, gefoltert, ermordet oder aus Verzweiflung in den Freitod getrieben werden. Und die Vertreter dieses barbarischen Nationalismus, der mit Deutschsein nichts, aber auch rein gar nichts zu tun hat, unterstehen sich, mich als einen ihrer ‚Geistigen‘ zu beanspruchen, mich auf ihre so genannte ‚weiße Liste‘ zu setzen, die vor dem Weltgewissen nur eine schwarze Liste sein kann! Diese Unehre habe ich nicht verdient! Nach meinem ganzen Leben und nach meinem ganzen Schreiben habe ich das Recht, zu verlangen, dass meine Bücher der reinen Flamme des Scheiterhaufens überantwortet werden und nicht in die blutigen Hände und die verdorbenen Hirne der braunen Mordbande gelangen. Verbrennt die Werke des deutschen Geistes! Er selber wird unauslöschlich sein wie eure Schmach! Alle anständigen Zeitungen werden um Abdruck dieses Protestes ersucht. Oskar Maria Graf | Com gairebé tots els intel·lectuals d'esquerres, decididament socialistes d'Alemanya, jo també he pogut sentir les innombrables benediccions del règim: durant la meva casual absència de Múnic, va aparèixer la policia al meu domicili d'allà per aturar-me. Va confiscar una gran part de manuscrits irreemplaçables, material treballosament reunit de fonts d'estudi, tota la meva documentació financera i professional i gran part dels meus llibres. Tot això probablement destinat a la foguera. També he hagut d'abandonar la meva llar, la meva feina i -el que és el pitjor- la meva terra pàtria, per evitar el camp de concentració. No obstant això, acabo d'assabentar-me de la sorpresa més bonica: segons el Berliner Börsencourier em trobo a la «llista blanca d'autors» de la nova Alemanya, i recomanen tots els meus llibres, a excepció de la meva obra principal, Wir sind Gefangene: així que estic cridat a ser un dels exponents del nou esperit alemany! En va em pregunto: com m'he guanyat aquesta vergonya? El «Tercer Reich» ha expulsat gairebé tota la literatura d'importància, ha renegat de l'escriptura alemanya de veritat, ha fustigat la majoria dels autors essencials a l'exili i ha fet impossible la publicació de les seves obres a Alemanya. La ignorància d'uns quants conjunturals escrividors pomposos i el vandalisme sense escrúpols dels tirans que governen de moment tracten d'extirpar de la nostra literatura i art tot allò que té alguna rellevància mundial i substituir el terme «alemany» per un nacionalisme d'allò més tancat. Un nacionalisme sota aquest influx és aixafat fins i tot el més petit moviment de llibertat, un nacionalisme sota les ordres del qual tots els meus amics socialistes decents han estat perseguits, empresonats, torturats, assassinats o empesos per la desesperança al suïcidi. I els representants d'aquest nacionalisme troglodític, que no té res però absolutament res a veure amb ser alemany, s'atreveixen a reclamar-me com un dels seus intel·lectuals, a inscriure en la seva «llista blanca», que davant la consciència del món només pot ser anomenada «llista negra»! Aquest deshonor no me l'he guanyat! Després de tota la meva vida i després de tots els meus escrits tinc el dret a exigir que els meus llibres siguin lliurats a les pures flames de la foguera i que no arribin a les mans sagnants i cervells podrits de la colla d'assassins de marró. Cremeu les obres de l'esperit alemany! Ell mateix serà inextingible, igual que la vostra infàmia! Es prega a tots els diaris decents que publiquin aquesta protesta. | » |

De totes maneres, a les ciutats universitàries circulaven diferents llistes de llibres per cremar. Per exemple, al Göttinger Tageblatt, es va publicar l'11 de maig de 1933 una llista de llibres cremats que incloïa Oskar Maria Graf amb totes les seves obres (a excepció de Wunderbare Menschen i Kalendergeschichten).

### Bertolt Brecht

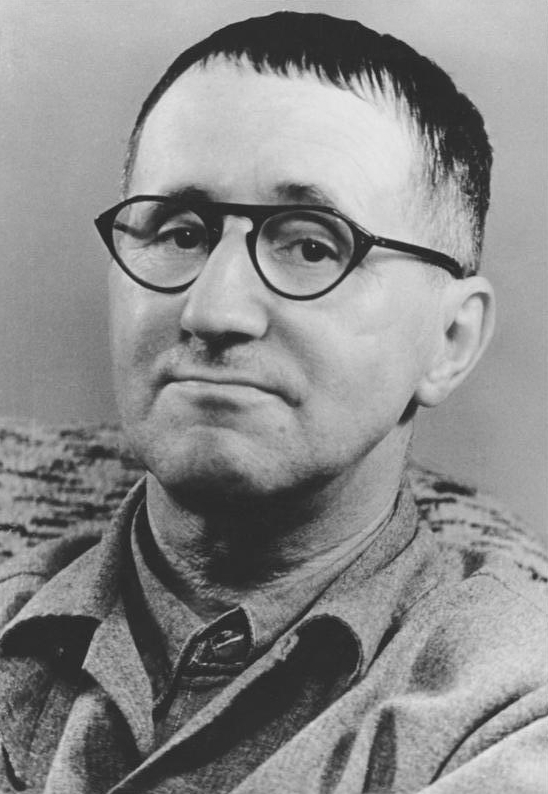
Bertolt Brecht (1954)

| «                                         | Als das Regime befahl, Bücher mit schädlichem Wissen Öffentlich zu verbrennen, und allenthalben Ochsen gezwungen wurden, Karren mit Büchern Zu den Scheiterhaufen zu ziehen, entdeckte Ein verjagter Dichter, einer der besten, die Liste der Verbrannten studierend, entsetzt, daß seine Bücher vergessen waren. Er eilte zum Schreibtisch Zornbeflügelt, und schrieb einen Brief an die Machthaber. Verbrennt mich! schrieb er mit fliegender Feder, verbrennt mich! Tut mir das nicht an! Laßt mich nicht übrig! Habe ich nicht Immer die Wahrheit berichtet in meinen Büchern? Und jetzt Werd ich von euch wie ein Lügner behandelt! Ich befehle euch, Verbrennt mich! | Quan el Règim va ordenar que els llibres amb coneixement perjudicial haurien de ser cremats públicament, a tot arreu els bous van ser obligats a arrossegar carros amb llibres a la foguera vaig descobrir un poeta perseguit, un dels millors, estudiant la llista dels prohibits horroritzat que els seus llibres havien estat oblidats es va afanyar al seu escriptori i portat per la ira va escriure una carta als dirigents: Cremeu-me! va escriure amb ploma voladora, cremeu-me! No em feu això! No em deixeu enrere! No he comptat sempre la veritat en els meus llibres? I ara em tracteu com un mentider! Us ho ordeno, cremeu-me! | » |
| — Bertolt Brecht, «Die Bücherverbrennung» | | |   |

### Discursos
Joseph Goebbels, director de propaganda del partit nazi i Gauleiter de Berlín, va realitzar el seu discurs el 10 de maig de 1933 a la plaça de l'Òpera de Berlín. Goebbels recull la seva intervenció en el seu diari l'11 de maig: «A la nit, discurs a la plaça de l'Òpera. Davant de la foguera dels llibres immunds organitzada pels estudiants. Estic en la meva millor forma. Enorme massa d'oïdors».
| «                                                                                            | Das Zeitalter eines überspitzten jüdischen Intellektualismus ist zu Ende gegangen, und die deutsche Revolution hat dem deutschen Wesen wieder die Gasse freigemacht. Diese Revolution kam nicht von oben, sie ist von unten hervorgebrochen. Sie ist deshalb im besten Sinne des Wortes der Vollzug des Volkswillens. (…) In den letzten vierzehn Jahren, in denen ihr, Kommilitonen, in schweigender Schmach die Demütigungen der Novemberrepublik über euch ergehen lassen mußtet, füllten sich die Bibliotheken mit Schund und Schmutz jüdischer Asphaltliteraten. (…) Revolutionen, die echt sind, machen nirgends Halt. Es darf kein Gebiet unberührt bleiben. So wie sie die Menschen revolutioniert, so revolutioniert sie die Dinge. (…) Deshalb tut ihr gut daran, in dieser mitternächtlichen Stunde den Ungeist der Vergangenheit den Flammen anzuvertrauen. Hier sinkt die geistige Grundlage der Novemberrepublik zu Boden. Aber aus den Trümmern wird sich siegreich erheben der Phönix eines neuen Geistes, den wir tragen, den wir fördern, und dem wir das entscheidende Gewicht geben. (…) Das Alte liegt in den Flammen, das Neue wird aus der Flamme unseres eigenen Herzens wieder emporsteigen. Wo wir zusammenstehen, und wo wir zusammengehen, da wollen wir uns dem Reich und seiner Zukunft verpflichten. Wenn Ihr Studenten Euch das Recht nehmt, den geistigen Unflat in die Flammen hineinzuwerfen, dann müsst Ihr auch die Pflicht auf Euch nehmen, an die Stelle dieses Unrates einem wirklichen deutschen Geist die Gasse freizumachen. | L'era de l'intel·lectualisme exagerat jueu ha arribat a la seva fi i la revolució alemanya ha alliberat el carrer per a l'ésser alemany. Aquesta revolució no va arribar des de dalt, va irrompre des de baix. Per això és en el millor sentit de la paraula, el compliment de la voluntat popular. […] En els últims catorze anys, en els quals vosaltres, companys, vau haver de suportar les humiliacions de la República de Weimar en infame silenci, es van omplir les biblioteques amb les immundícies dels literats d'asfalt jueus. […] Les revolucions que són autèntiques, no s'aturen davant de res. Cap àrea pot quedar intacta. Així com revoluciona les persones, revoluciona les coses. […] Per això feu bé, en aquesta hora de la mitjanit, de lliurar a les flames l'esperit maligne del passat. Aquí s'enfonsa fins a terra la base intel·lectual de la República de Novembre. Però de les seves ruïnes s'aixecarà victoriós el fènix del nou esperit, el qual carreguem, que incentivem i a qui donem el pes decisiu. […] El vell jueu a les flames, el nou s'elevarà des de la flama dels nostres propis cors. On estiguem junts i on anem junts, allà ens comprometrem amb el Reich i amb el seu futur. Quan vosaltres, estudiants, us preneu el dret a cremar la brutícia intel·lectual, llavors també heu de prendre sobre vosaltres la responsabilitat de, en lloc d'aquesta brutícia, alliberar el carrer per a l'autèntic esperit alemany. | » |
| — Extracte del discurs de Goebbels, publicat al Völkischer Beobachter del 12 de maig de 1933 | | |   |

Discurs del germanista Hans Naumann el 10 de maig de 1933 a la plaça del mercat de Bonn (extracte):
| «                                  | So verbrenne denn, akademische Jugend deutscher Nation, heute zur mitternächtigen Stunde an allen Universitäten des Reichs, – verbrenne, was du gewiß bisher nicht angebetet hast, aber was doch auch dich wie uns alle verführen konnte und bedrohte. Wo Not an den Mann geht und Gefahr in Verzug ist, muß gehandelt werden ohne allzu großes Bedenken. Fliegt ein Buch heute Nacht zuviel ins Feuer, so schadet das nicht so sehr, wie wenn eines zu wenig in die Flammen flöge. Was gesund ist, steht schon von allein wieder auf. (…) Wir wollen eine symbolische Handlung begehn. Dies Feuer ist ein Symbol und soll weiter wirken und brennen als eine Aufforderung an alle, ein Gleiches zu tun; fortwirken soll es aus der Studentenschaft in das Bürgertum. Wir schütteln eine Fremdherrschaft ab, wir heben eine Besetzung auf. Von einer Besetzung des deutschen Geistes wollen wir uns befrein. | Així crema, joventut acadèmica de la nació alemanya, avui a mitjanit a totes les universitats del Reich, crema el que certament fins ara no has adorat però, no obstant això, sí et podia seduir i t'amenaçava. Allà on la calamitat aguaita i el perill està al caure s'ha d'actuar sense miraments. Si avui cau un llibre de més a les flames, no és tan dolent com que caigui a les flames un de menys. El que és sa es torna a aixecar per si mateix. […] Volem realitzar un acte simbòlic. Aquest foc és un símbol i ha de seguir tenint efecte i seguir cremant com una crida a tothom per imitar. Haurà de continuar la seva influència des dels estudiants cap als ciutadans. Ens alliberem del govern d'un poder estranger, aixequem una ocupació militar. Volem alliberar-nos d'una ocupació de l'esperit alemany. | » |
| — Hans Naumann, 10 de maig de 1933 | | |   |

Estudiants del Gymnasium Bismarck de Dortmund, van recitar el cor Brandfackel del discurs del seu mestre Friedhelm Kaiser:
| « | Habt ihr die Feinde erkannt? Reinigt das deutsche Land! Her mit dem flammenden Brand! Fort mit den falschen Propheten! Laßt sie von andern anbeten – wir aber wollen sie töten! Was die uns Fremden schreiben, was die uns Fremden dichten, soll nimmer unter uns bleiben, wollen wir heute vernichten! Soll uns nicht mehr betören ihre zersetzende Sucht, soll uns nicht mehr zerstören Deutsche Sitte und Zucht! Schaffet, strebet, erweist unsern, den deutschen Geist! Altes verzehren – Neues gebären, segnen – verdammen Feuer und Flammen! Brenn, Flamme! Brenne !! | Heu reconegut als enemics? Netegeu la terra alemanya! Porteu l'incendi flamejant! Fora els falsos profetes! Deixeu que altres els adorin - nosaltres volem matar-los! El que ens escriuen els estranys, el que rimen els estranys haurà de desaparèixer per sempre d'entre nosaltres, volem destruir avui! Ja no ens captivarà la seva addicció corrosiva, ja no destruirà els costums i la disciplina alemanyes! Treballeu, estimeu, demostreu el nostre esperit alemany! Es consumeix el vell - germina el nou, beneir - maleir foc i flama! Crema, crida! Crema !! | » |

### Articles periodístics
La premsa va posar de bona gana les seves pàgines a disposició dels estudiants, que van publicar alguns articles i van informar plens de satisfacció sobre les cremes de llibres.
Neues Mannheimer Volksblatt del 20 de maig de 1933 sobre la crema de llibres del 19 de maig:
| « | Der Einmarsch des Fackelzuges auf den Rasenplatz dauerte nahezu dreiviertel Stunden. Es waren viele Tausende, die daran teilnahmen: Die Studentenschaft der Handelshochschule gemeinsam mit der SA, die Ingenieurschule, der DHV und verschiedene andere nationale Verbände. Etwa acht Musikkapellen marschierten mit. Am Ende fuhr ein Wagen, auf dem sich die dem Tode geweihten Bücher befanden und eine große Fahne Schwarz-Rot-Gold, die mit den Büchern dem Feuer übergeben wurde. Nach Eintreffen der Zugspitze wurde ein Holzstoß in Brand gesetzt, der bald in mächtigen zum nächtlichen Himmel empor loderte und den Platz weithin erhellte, sodaß die Sternlein, die neugierig herabschauten, etwas verblassen mußten. (…) Nach Absingen des Horst-Wessel-Liedes flammte der Scheiterhaufen auf und verzehrte die Bücher, die undeutschen Geistes voll. Mit klingendem Spiel ging es dann wieder in die Stadt zurück. | L'entrada de la marxa de torxes a la Rasenplatz va durar uns tres quarts d'hora. Eren molts milers els que hi van participar: l'associació d'estudiants de l'Escola de comerç juntament amb les SA, l'Escola d'enginyers, el DHV i altres federacions nacionals. Unes vuit bandes de música acompanyaven la marxa. A la fi tancava una furgoneta sobre la qual es trobaven els llibres condemnats a mort i una gran bandera negra, vermella i or, que va ser lliurada a les flames amb els llibres. Després de l'arribada del líder de la marxa, es va encendre un munt de llenya, que en grans feixos flamejava cap al cel i il·luminava la gran extensió de la plaça, de manera que les estrelles, que miraven curioses, van haver d'empal·lidir. […] Després de cantar la cançó d'Horst Wessel, es va atiar la foguera i els llibres plens de l'esperit antialemany van ser consumits. Amb l'acompanyament musical, es va tornar a la ciutat. | » |

Pforzheimer Morgenblatt del 19 de juny de 1933 sobre la crema de llibres del 17 de juny:
| « | Mit einem Sprechchor einer Gruppe des Bundes deutscher Mädchen wurde die Bücherverbrennung eingeleitet. Unter den Klängen des Präsentiermarsches wurde sodann der Bücherhaufen angezündet und hellauf loderten die Flammen, als ein weiterer Feuerspruch von den Mädchen vorgetragen wurde. Buch auf Buch wurde in die Flammen geworfen, bis auch das letzte vom Feuer verzehrt war. Entblößten Hauptes sang sodann die Menge, die sich im Verlauf der Geschehnisse auf einige Tausend angesammelt hatten, den Choral: „Nun danket alle Gott“. Mit dem Lied vom „Guten Kameraden“ und einem dreifachen „Sieg heil“ auf den Reichskanzler wurde die Feier geschlossen. | El cor d'un grup de la Lliga de Noies Alemanyes va servir d'introducció a la crema de llibres. Entre les notes de la marxa de presentació es va encendre el munt de llibres i les flames es van avivar quan les noies van entonar una nova proclama. Llibre sobre llibre van ser llançats al foc, fins que també l'últim havia estat consumit per les flames. Amb el barret a la mà, la multitud, que havia anat augmentant durant els actes fins arribar als diversos milers, va cantar la tornada: «Nun danket alle Gott». Amb la cançó «Guten Kameraden» i un triple «Sieg heil» al Canceller de l'Imperi es va tancar la celebració. | » |

Jenaische Zeitung del 28 d'agost de 1933 sobre la crema de llibres del 26 d'agost:
| « | Um 5:30 Uhr marschierte die NSBO und die Hitlerjugend auf dem Marktplatz auf. Die Fahnen nahmen vor dem Bismarckbrunnnen Aufstellung. Ein großer Scheiterhaufen von marxistischen Fahnen und Büchern war aufgerichtet worden – und bald loderte eine große Flamme empor und vernichtete die Symbole und geistigen Erzeugnisse einstiger Marxistenherrschaft. Schweigend und ergriffen von der symbolhaften Handlung sah die Menge diesem Schauspiel zu. Als der Haufen immer mehr zu Asche zerfiel, reckten sich spontan die Arme empor – und über dem Marktplatz erklang das Deutschlandlied. | Cap a les 5:30 marxava la NSBO i les Joventuts Hitlerianes sobre la Plaça del Mercat. Les banderes van prendre posició davant de la font de Bismarck. Una gran pira de banderes marxistes i llibres havia estat muntada -i aviat es van aixecar les flames cap al cel i van destruir els símbols i el producte intel·lectual de l'antic senyoriu marxista. Silenciosos i commoguts per l'acció simbòlica, la multitud mirava l'espectacle. Segons la pira anava convertint-se en cendra, els braços es van elevar de forma espontània- i sobre la Plaça del Mercat va sonar la Cançó d'Alemanya. | » |

Dortmunder General-Anzeiger del 31 de maig de 1933. L'article «Deutsch» («Alemany») de Kurt Herwarth Ball es va distribuir com el primer text del «Servei d'articles» del DST i va ser publicat pels diaris:
| « | Und dann muß noch ein anderes sein, dieses das die Deutsche Studentenschaft begonnen: Der Kampf gegen das Untermenschentum der Fremdblütigen. Wenn wir die Seele des deutschen Volkes zur lodernden Flamme wiedergestalten und erhalten wollen, dann greifen wir getrost nach den Händen, die uns die 12 Thesen der Deutschen Studentenschaft entgegenstrecken. Zwölfmal dieser harte Wille des jungen Geschlechts:, Deutsch!' Zwölfmal der urstarke, blutsmäßige, bodenständige Ruf:, Deutsch!' Und dieser Ruf von Studenten, von einer jungen Generation, die das harte Muß kennengelernt hat als Werkstudent in den Hungerjahren, als Wehrstudent in ehrlosen Jahren. Schließen wir die Reihen der deutschen Menschen, die da um die Zukunft kämpfen in Politik, Wirtschaft, Wissenschaft und Schrifttum, in aller Kunst, stehen wir zusammen, eine neue Front, die unaufhaltsam marschiert, deren Ruf nur ein Wort ist: Deutschland! | I a tot s'hi ha d'afegir un altre, el que han començat els estudiants: la lluita contra la infrahumanitat dels estrangers. Si volem reconstruir i mantenir l'ànima alemanya com a flama viva, prenguem amb confiança les mans que ens lliuren les 12 tesis de l'Associació d'Estudiants Alemanys. Dotze vegades aquesta forta voluntat de la jove estirp: Alemany! Dotze vegades el crit sensat, consanguini, de força primitiva, Alemany! I aquest crit d'estudiants, d'una generació jove, que ha conegut la dura necessitat com a estudiants obrers durant els anys de la fam, com a estudiants soldats en els anys sense honra. Tanquem files amb els alemanys que lluiten pel futur en la política, l'economia, les ciències i la literatura, en tot art, mantinguem-junts, un nou front, que imparable marxa, el crit és només una paraula: Alemanya! | » |

El primer president de la República Federal d'Alemanya, Theodor Heuss, va redactar un article (que no va ser publicat) pel Vossische Zeitung, en el qual veia la crema de llibres dins de la tradició del Festival de Wartburg i afirmava que «no era tan tràgic», en part també perquè ell mateix es va veure afectat, ja que tres de les seves obres van ser llistades i cremades, entre elles, Hitlers Weg (1932, «El camí de Hitler»). En una carta del 7 de maig de 1933 Heuss escriu: «Algunes persones que es troben en la llista no són mals veïns, com a persones, però al seu costat es troba també tota la literatura desarrelada jueva, contra la qual he lluitat tots aquests anys, i entrar en la història així és menys bonic». Heuss relacionava la crema de llibres amb el boicot als jueus de l'1 d'abril, veia al poble alemany fins i tot «defensar-se» de la «premsa mundial»: els informes sobre l'«horror alemany» i els «pogroms alemanys amb víctimes en massa» haurien estat «tramats per cercles judeoorientals i comunistes de Londres i Nova York».

## Protesta i memòria
| «                            | Dies war ein Vorspiel nur, dort, wo man Bücher verbrennt, verbrennt man auch am Ende Menschen. | Això no va ser més que un preludi, allà on cremen llibres, a la fi també es cremen persones. | » |
| — Heinrich Heine (1797-1856) |                                                                                                |                                                                                              |   |

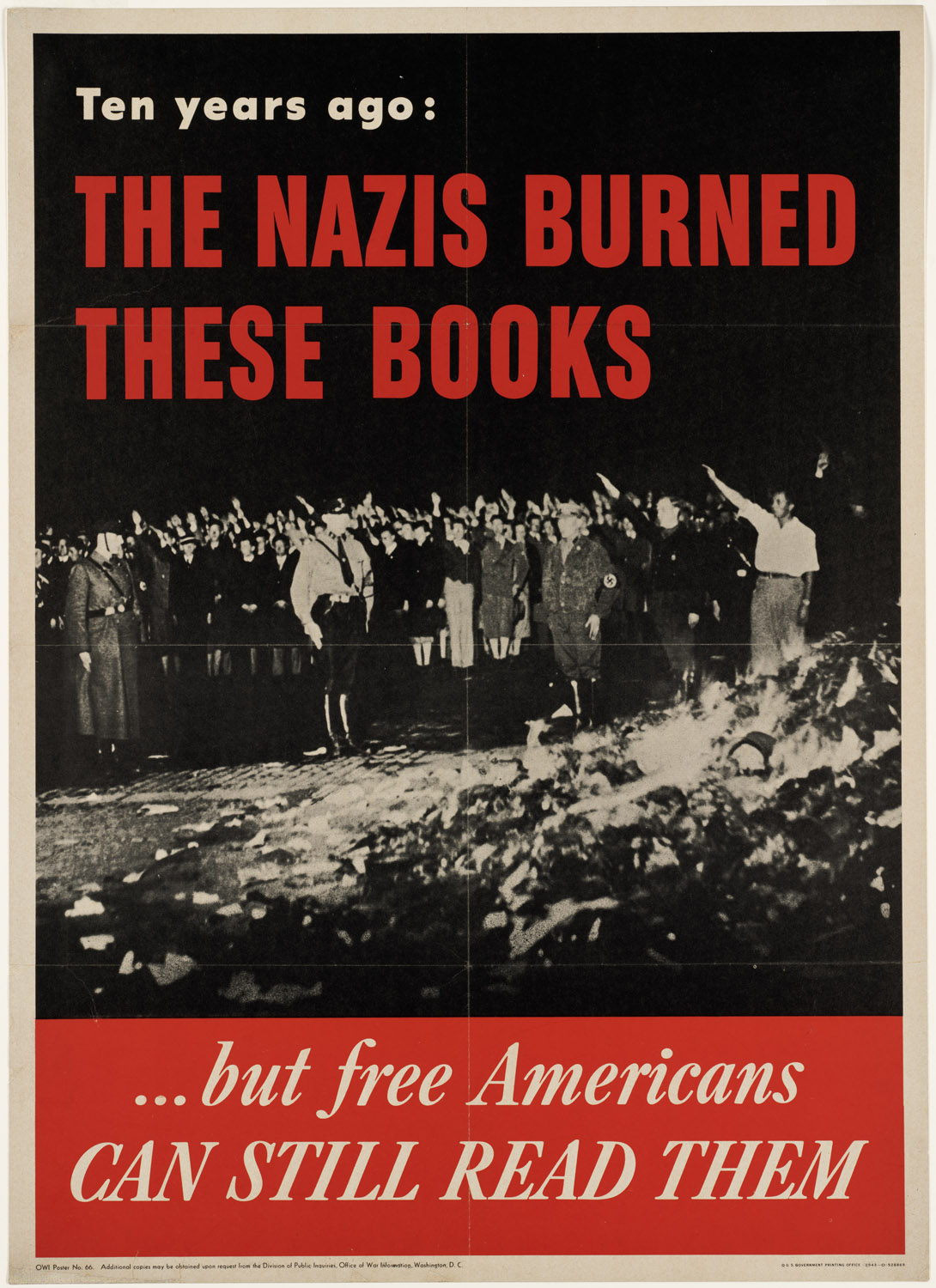
Cartell editat el 1943, encarregat per la United States Office of War Information: «Fa deu anys els nazis van cremar aquests llibres... Però els estatunidencs lliures encara poden llegir-los».

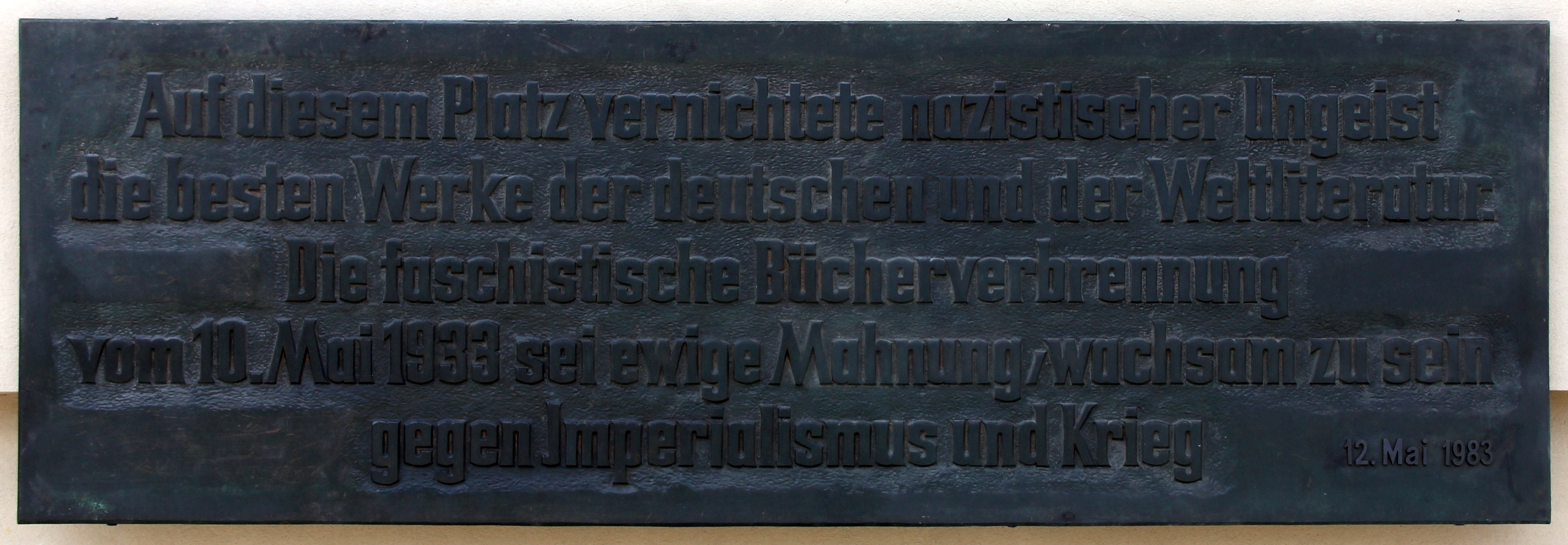
Placa commemorativa a la Bebelplatz, al centre de Berlín

Aquesta frase profètica d'Heinrich Heine, de la tragèdia Almansor (1821), es va fer realitat a Alemanya. La cita no es refereix, en contra del que habitualment es pensa, a la crema de llibres realitzada quatre anys abans durant el Festival de Wartburg de 1817, sinó a la crema de l'Alcorà després de la presa de Granada pels cavallers cristians.
La crema de llibres va tenir un gran ressò tant dins com fora del país. A Alemanya, la majoria dels periòdics es van mostrar entusiastes. Però també va haver-hi crítiques públiques i resistència puntual. L'agressiva encartellada de les 12 tesis van generar protestes individuals en algunes universitats. El rector de la Universitat Humboldt de Berlín, Eduard Kohlrausch, va anunciar que dimitiria si no es retirava el cartell del vestíbul de la universitat. Gerhard Schumann, director regional de Wurtemberg de la federació d'estudiants nazis, va prohibir la participació en l'Aktion i es va aferrar a la seva prohibició malgrat les protestes d'associacions estudiantils de Berlín, amb el suport del President i Ministre de Cultura de Wurtemberg. El teòleg Richard Rinke va signar una carta de protesta amb el seu nom complet, sobre la seva sort no se'n coneix res més. En general, però, a penes va haver-hi protestes públiques o resistència activa.
El 10 de maig de 1933 va aparèixer a la portada de l'Arbeiter-Illustrierte-Zeitung a Praga el famós collage de John Heartfield, que mostra a Joseph Goebbels amb el dit aixecat davant del Reichstag en flames i assenyala als llibres cremant. El títol de l'obra és Per la llum cap a la nit.
Escriptors exiliats i les seves amistats ja s'havien implicat, el 1933, a l'estranger contra el «Dia de la barbàrie» (Alfred Kantorowicz). Ja el 27 d'abril va haver-hi protestes als Estats Units contra els plans de cremar llibres. Helen Keller va intervenir juntament amb altres autors famosos, com Sherwood Anderson i Sinclair Lewis, en una carta oberta als estudiants, però, sense èxit. El 10 de maig va haver-hi una manifestació a Nova York, en la qual van participar centenars de milers de persones, juntament amb legisladors i altres funcionaris d'esglésies i institucions, llegint l'alcalde de la ciutat les seves principals reivindicacions. Als Països Baixos, el dia de la crema de llibres, l'emissora Radio Hilversum va llegir extractes dels llibres durant tot el dia.
El maig de 1933, l'exiliat Ernst Toller va criticar, a l'XI congrés del PEN Club Internacional a Ragusa, l'actitud passiva de molts membres enfront del feixisme: «Milions de persones a Alemanya no poden parlar amb llibertat i escriure amb llibertat. Quan jo parlo aquí, parlo per aquests milions que avui no tenen veu». El PEN Club, no obstant això, es va negar a prendre una postura clara enfront de la crema de llibres. Poc després els escriptors alemanys en l'exili es reunien en un nou PEN Club per a autors de parla alemanya a l'estranger. Aquest grup, fundat per Lion Feuchtwanger, Ernst Toller, Rudolf Olden i Max Herrmann-Neiße, tenia la seva seu a Londres i el seu primer president va ser Heinrich Mann

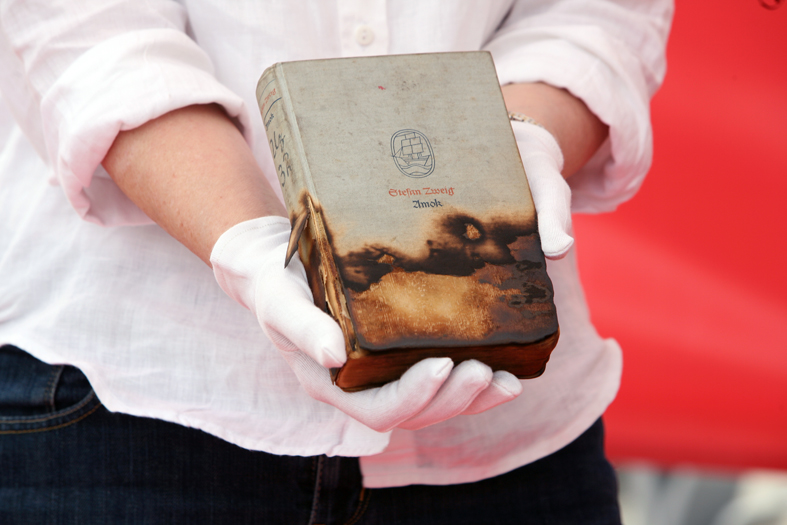
Una còpia de la novel·la de Stefan Zweig, Amok (1922), parcialment cremada i recuperada de la crema de llibres dels nazis.

Autors austríacs i membres del PEN Club van protestar en contra de la persecució dels seus col·legues alemanys, entre ells alguns que més tard es convertirien en exiliats ells mateixos, com Raoul Auernheimer, Franz Theodor Csokor, Ernst Lothar i Friedrich Torberg. Csokor, va escriure el 19 de maig de 1933: «Cal decidir-se: bon negoci –o bona consciència? Jo estic a favor del segon– malgrat tot el perill, inclòs el de l'emigració, en el cas que la màgia marró arribi a posar els peus aquí!» Els membres proalemanys i filonazis del PEN Club de Viena es van donar de baixa, entre ells Max Mell, Richard Billinger, Bruno Brehm i Josef Weinheber, i van fundar el Bund deutscher Schriftsteller Österreichs («Lliga dels escriptors alemanys d'Àustria»). De forma irònica, el 30 de maig de 1933, el periòdic vienés Arbeiterzeitung comentava: «El Tercer Reich necessita lacais […] Sobre muntanyes de cadàvers hauria de reverdir una primavera de poetes. […] Göbbels va convidar a prendre el te –els escriptors havien de triar: esperit o poder, caràcter o conjuntura, aïllament valent o uniformització covarda. Han triat. Els homes han marxat a l'exili, els nens han anat a prendre el te».
En conseqüència, el 10 de maig es va convertir en el «Dia del llibre cremat», una trobada anual de molts autors a l'exili, sobretot a París, però també a Londres, Ciutat de Mèxic, Moscou, Nova York i Praga. El desè aniversari de la crema de llibres, el 10 de maig de 1943, fou especialment recordat als EUA. Una exposició de llibres prohibits i cremats es va obrir al desembre de 1942 a la Biblioteca Pública de Nova York, seguida de representacions, conferències i cursos, en la qual es va fer ressò de la literatura prohibida pels nazis. Thomas Mann va assenyalar en un discurs emès per la BBC, que aquest desè aniversari havia estat «realment commovedor» i que havia produït «manifestacions que generaven una profunda vergonya» entre els refugiats alemanys.
Peter Suhrkamp va parlar el 1947 a la plaça de l'Òpera de Berlín: «Les flames, que inicialment espurnejaven entre els munts de llibres, més tard es van empassar en una tempesta de foc les nostres ciutats, llars i llurs persones. No només s'ha de recordar el dia de la crema de llibres, sinó la cadena: del foc de plaer en aquesta plaça, passant per la crema de sinagogues, fins al foc del cel sobre les ciutats».
A la República Democràtica Alemanya se celebrava el 10 de maig com a «Dia del llibre lliure».

## Llocs commemoratius

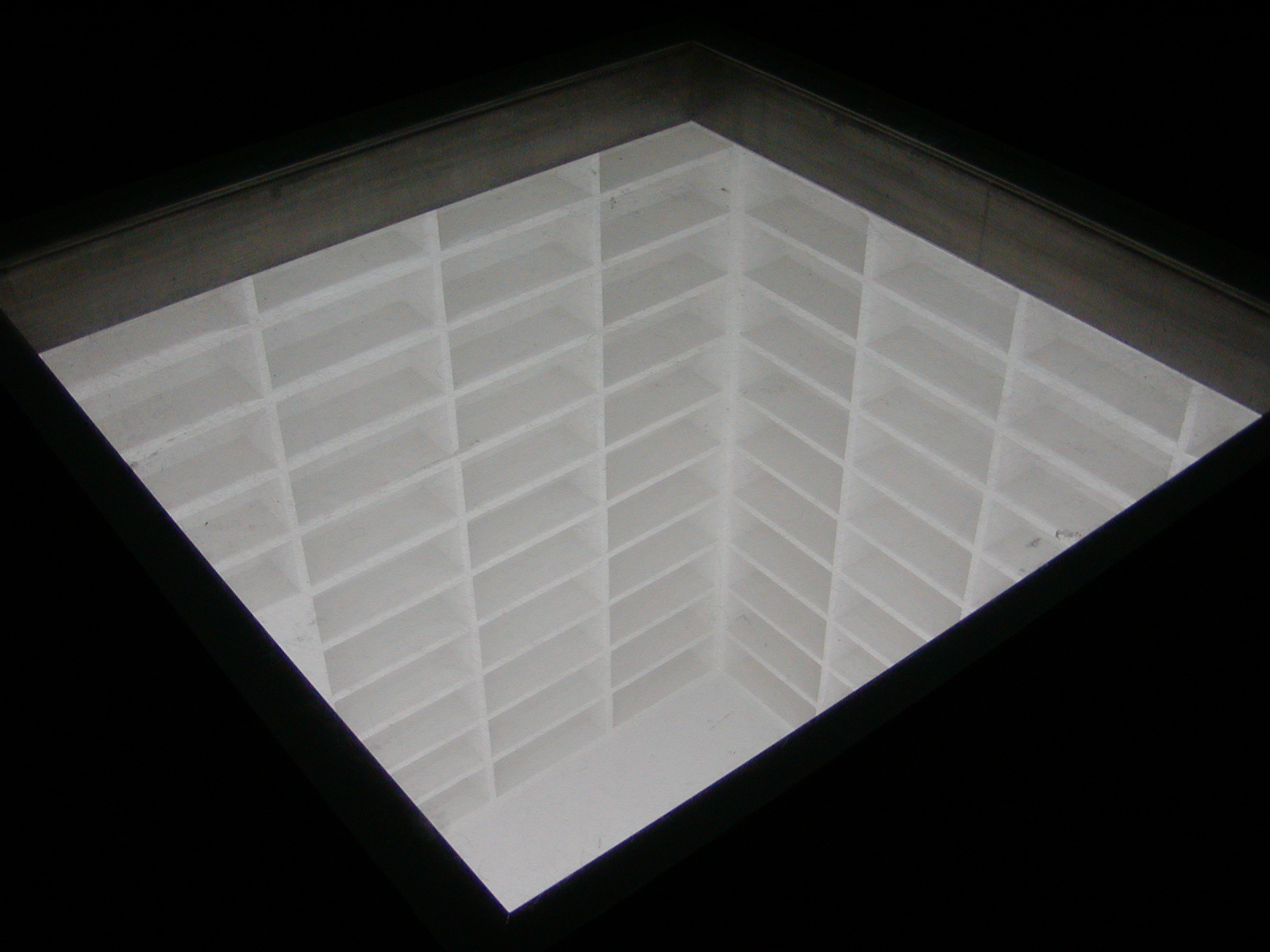
El monument «Biblioteca» de Micha Ullman a la Bebelplatz de Berlín, una habitació subterrània amb prestatgeries sense llibres.

Actualment, a la Bebelplatz, al costat de l'Staatsoper Unter den Linden, una finestra incrustada a l'empedrat recorda la crema de llibres de 1933. La finestra permet veure el monument «Biblioteca», un quadrat format per prestatgeries blanques buides, realitzat per l'artista israelià Micha Ullman. També recorden la crema de llibres dues plaques de bronze, en les quals es pot llegir la cita de Heinrich Heine.
En algunes ciutats alemanyes existeixen plaques commemoratives que recorden els fets: a Göttingen hi ha una placa a l'Albanikirchhof (abans anomenada plaça d'Adolf Hitler) amb la cita de Heine. A Frankfurt del Main, a la plaça del mercat, entre l'Alter Nikolaikirche i la font de la justícia, una placa de bronze recorda la crema. Al barri d'Eimsbüttel, a Hamburg, existeix un monument a Hoheluft am Isebekkanal, Kaiser-Friedrich-Ufer cantonada amb Heymannstraße. A Landau hi ha una placa a la plaça de l'ajuntament. A Essen hi ha una placa commemorativa a la Gerlingplatz. Altres plaques es poden trobar a Bremen, Düsseldorf, Erlangen, Halle i Colònia.
A Múnic no existeix fins avui dia un monument exhortatori que recordi la crema de llibres a la Plaça del Rei. L'artista Wolfram P. Kastner ha cremat en diverses ocasions un cercle negre sobre la gespa de la plaça, en el lloc en el qual es va col·locar la pira. També ha vindicat que s'incloguin restes de llibres cremats al centre de documentació nazi que hi ha planejat. Kastner també ha realitzat en altres ciutats accions sota el títol «El rastre dels llibres» en record de la crema, entre altres ciutas ho ha fet a Salzburg, Frankfurt, Kassel i Heidelberg.
A Salzburg es va discutir el 2007 la creació del primer monument exhortatori en territori austríac durant la preparació de la remodelació de la Plaça de la Residència. L'alcalde Heinz Schaden (SPÖ) va considerar que una placa commemorativa seria suficient. L'acord va ser la realització d'un monument pla, incrustat a les plaques «amb la col·laboració d'historiadors» i dins del marc de la reforma que ja havia estat treta a concurs. El projecte guanyador dels arquitectes Rieder i Knittel tenia previst la realització d'un monument mòbil, que de nit es convertiria en una escultura de llum programable i modificable. El projecte no va ser dut a terme i el 2009 va ser reclamat per una iniciativa del partit Bürgerliste. Pel 75è aniversari, el 2013, la iniciativa «Paraula lliure» va realitzar un ampli programa d'actes.
A Viena es va col·locar l'any 2000 un monument creat per l'artista anglesa Rachel Whiteread que recorda les víctimes austríaques de l'Holocaust a la Plaça dels Jueus. No és un monument que tracti específicament la crema de llibres, però representa una biblioteca de pedra, els llibres invertits de la qual surten cap enfora.

### Arxius i biblioteques
A Praga es va fer una crida el 1933 per reunir una col·lecció de llibres prohibits per a una exposició, col·lecció que més tard seria destruïda.

#### Biblioteca alemanya de la llibertat
En el primer aniversari de la crema de llibres, l'escriptor Alfred Kantorowicz, juntament amb els seus amics de la Schutzverband Deutscher Schriftsteller («Lliga per a la protecció d'escriptors alemanys»), van crear el 10 de maig de 1934 a París la Deutsche Freiheitsbibliothek («Biblioteca alemanya de la llibertat»), que va ser inaugurada per Alfred Kerr i Egon Erwin Kisch. Allò que havia estat prohibit a Alemanya, va ser enviat per emigrants a París i reunit en una biblioteca. El 10 de maig de 1934 la biblioteca comptava ja amb més d'11000 volums. Aquesta biblioteca dels llibres prohibits va ser destruïda després de l'entrada de les tropes alemanyes a París, de manera que en l'actualitat ja no existeix una biblioteca completa de llibres cremats.
Després de la Guerra, Kantorowicz i Drews van editar, en commemoració d'aquesta biblioteca, l'antologia Verboten und verbrannt («Prohibits i cremats»), en la qual comenten en la introducció:
| «                            | Das war kein ‚spontaner Akt’ einer unvernünftigen Menge gewesen, sondern eine wohlüberlegte und sorgfältig organisierte Veranstaltung nationalsozialistischer Staatsraison. Wie die Reichstagsbrandstiftung am 28. Februar 1933 das Fanal des Terrors gegen alle Antifaschisten, der Judenboykott vom 1. April 1933 der Auftakt der Pogrome, die Auflösung und Ausraubung der Gewerkschaften am 2. Mai 1933 die Proklamierung der sozialen Unterdrückung gewesen waren, so waren die Autodafés vom 10. Mai der sichtbare Beginn der amtlich verfügten und mit terroristischen Mitteln durchgeführten Entgeistigung und Barbarisierung Deutschlands. | No va ser un "acte espontani" d'una massa insensata, sinó un acte ben calculat i organitzat amb cura de la raó d'estat nacionalsocialista. Igual que la crema del Reichstag el 28 de febrer de 1933 va ser l'avantsala del terror contra tots els antifeixistes, el boicot als jueus de l'1 d'abril de 1933 va ser el començament dels pogroms, la dissolució i el saqueig dels sindicats el 2 de maig de 1933 va ser la proclamació de l'opressió social, així van ser els actes de fe del 10 de maig l'inici visible de la desintel·lectualizació i barbarització d'Alemanya, realitzat amb mitjans terroristes i per ordre governamental. | » |
| — Kantorowicz y Drews (1947) | | |   |

#### Arxiu dels llibres prohibits
El perit financer Georg P. Salzmann ha reunit des de 1945, i de forma sistemàtica des de 1976, una col·lecció de títols dels llibres destruïts el 1933. El col·leccionista tenia la intenció de lliurar els llibres a una institució pública que pogués posar-los a disposició de tothom, tot i que sense préstec. Durant anys, els esforços de diverses ciutats van fracassar en el finançament, fins que el 2009 Baviera va comprar la col·lecció completa per a la biblioteca de la Universitat d'Augsburg. La col·lecció completa està formada per uns 12.000 toms, d'uns 120 autors perseguits, a més de moltes primeres edicions, en total uns 8000 títols diferents.

#### Prohibits i cremats/Exili
L'editorial S. Fischer va publicar en la dècada de 1980 la sèrie «Verboten und verbrannt/Exil» («Prohibits i cremats/Exili», iniciada el 1981 com a Bibliothek der verbrannten Bücher, «Biblioteca dels llibres cremats»), de l'editorial KonkretLiteraturVerlag, en la qual es van publicar alguns dels llibres que havien estat publicats entre 1933 i 1945 fora d'Alemanya. El 1993 va finalitzar la publicació de la col·lecció.

#### Biblioteca dels llibres cremats
El 2006, en ocasió del 73è aniversari de la crema, es va reeditar com a projecte pilot Staat, Recht und Freiheit, obra d'Hugo Preuß. L'expert en dret constitucional Hugo Preuß (1860–1925) va ser un dels intel·lectuals més importants que va col·laborar en la redacció de la Constitució de Weimar de 1919. El seu llibre es va editar per primera vegada el 1926 de forma pòstuma, amb una introducció de Theodor Heuss i va ser cremat de forma pública el 10 de maig de 1933.
El Centre Moses Mendelssohn per als estudis judeoeuropeos de Potsdam, juntament amb l'editorial Georg Olms, va editar, en ocasió del 75è aniversari de la crema de llibres, el 10 de maig de 2008, els 10 primers toms d'una Bibliothek Verbrannter Bücher («Biblioteca dels llibres cremats»). La caixa conté llibres de Salomo Friedlaender, André Gide, Theodor Heuss, Franz Kafka, Erich Kästner, Gina Kaus, Jack London, Walther Rathenau, Anna Seghers i Kurt Tucholsky. La caixa ha estat regalada en ocasió de l'Abitur a 4000 escoles gràcies a la generositat de nombrosos donants. Aquesta reedició amb nous epílegs havia d'arribar als 120 toms.

## Cinema
- Der Tag, an dem die Bücher brannten. documental, Alemanya 2003, 45 min., guió: Henning Burk, Hess.Rundfunk/3sat
- Spur des Feuers. documental, Alemanya, 2008, 52 min., guió i adreça: Henry Köhler, Produktion: RossPointFilm, Pinguin Film, MDR, primera emissió: 29 d'octubre de 2008, resum